# Stadler GTW
Der GTW (für Gelenktriebwagen) des Unternehmens Stadler Rail ist ein Triebzugkonzept für den Schienenpersonennahverkehr. Das auffälligste Merkmal aller Fahrzeuge ist das zweiachsige Antriebsmodul, das als Zwischenwagen in die feste Zugkomposition eingereiht ist und die vollständige elektrische oder dieselelektrische Antriebsausrüstung beinhaltet.
Die Fahrzeugfamilie zeichnet sich durch einen modularen Aufbau aus, der es ermöglicht, Abmessungen und Ausstattung an die spezifischen Anforderungen des jeweiligen Verkehrsnetzes anzupassen. Die Triebwagen wurden mehr als zwanzig Jahre produziert und der technischen Entwicklung angepasst. Obwohl die GTW der vierten Generation technisch den Flirt näher stehen als den GTW der ersten Generation, verwendet der Hersteller den Begriff Generation nicht. Seit 2017 verkauft Stadler als Nachfolgebauart die Stadler WINK, weil die im Lauf der Bauzeit verschärften Crashvorschriften von den GTW nicht mehr vollständig erfüllt werden können.

## Geschichte

### Erste Generation
Stadler Rail entwickelte für die beiden Schweizer Meterspurbahnen Chemins de fer électriques Veveysans (CEV) und Biel-Täuffelen-Ins-Bahn (BTI) den kostengünstigen und leichten Gelenktriebwagen mit dem zweiachsigen Antriebsmodul. 1997/98 wurden die Elektrotriebwagen, die mit einfachen Mitteln gewartet werden, ausgeliefert.
1995 präsentierte Stadler in Leipzig einen normalspurigen Prototyp, der in Deutschland die zweiachsigen dieselbetriebenen Schienenbusse ersetzen sollte. Das Konzept der dieselelektrischen GTW entspricht weitgehend den elektrischen.
1996 bestellte die Mittelthurgaubahn (MThB) in der Ostschweiz zehn elektrische RABe 2/6. Die Normalspurzüge sollten gleich groß wie eine zweiteilige NPZ-Komposition, aber nur halb so schwer und halb so teuer sein. Die preisgünstigen Fahrzeuge waren für eine Lebensdauer von 25 statt wie früher üblich 40 Jahren ausgelegt.
Die ab 1999 an Hessische Landesbahn (HLB) und weitere deutsche Unternehmen gelieferten Triebwagen erhielten Stirnfronten aus glasfaserverstärktem Kunststoff, der ein schwungvolleres Design erlaubt.

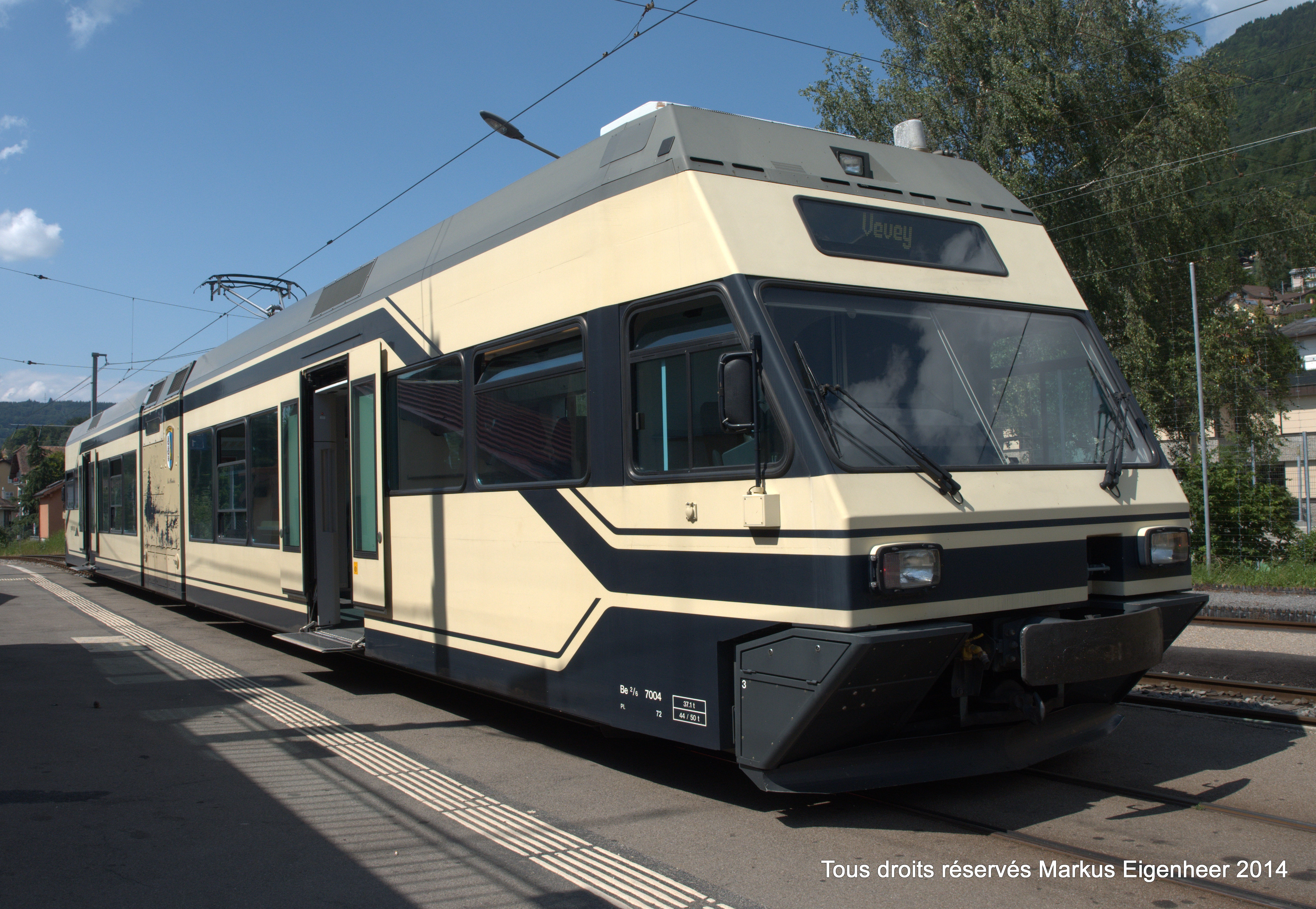
GTW 2/6 der Chemins de fer électriques Veveysans (CEV) mit kantiger Stirnfront
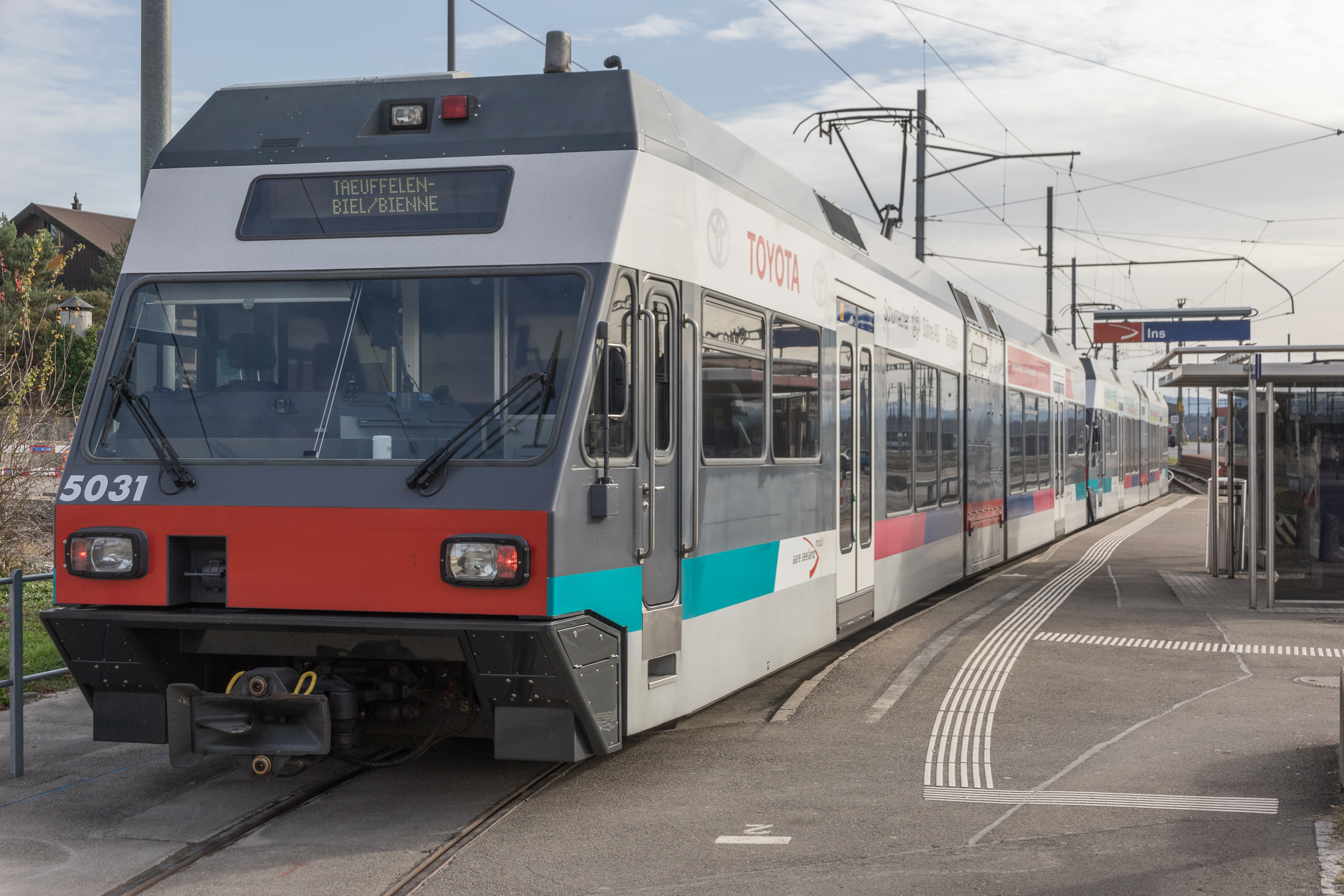
BTI GTW 2/6 in Ins
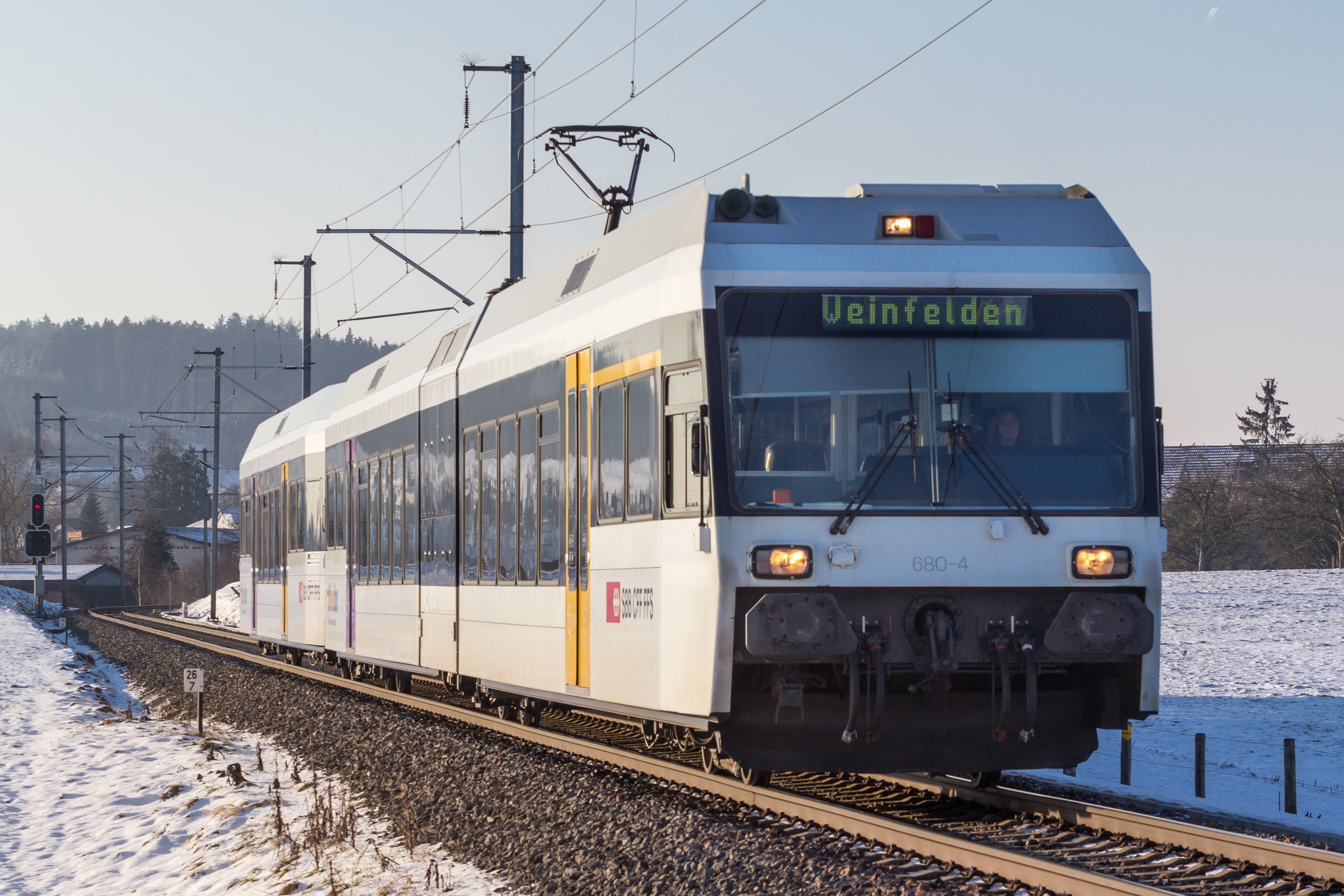
GTW der ersten Generation (THURBO/ex-Mittelthurgaubahn)

### Weiterentwicklung

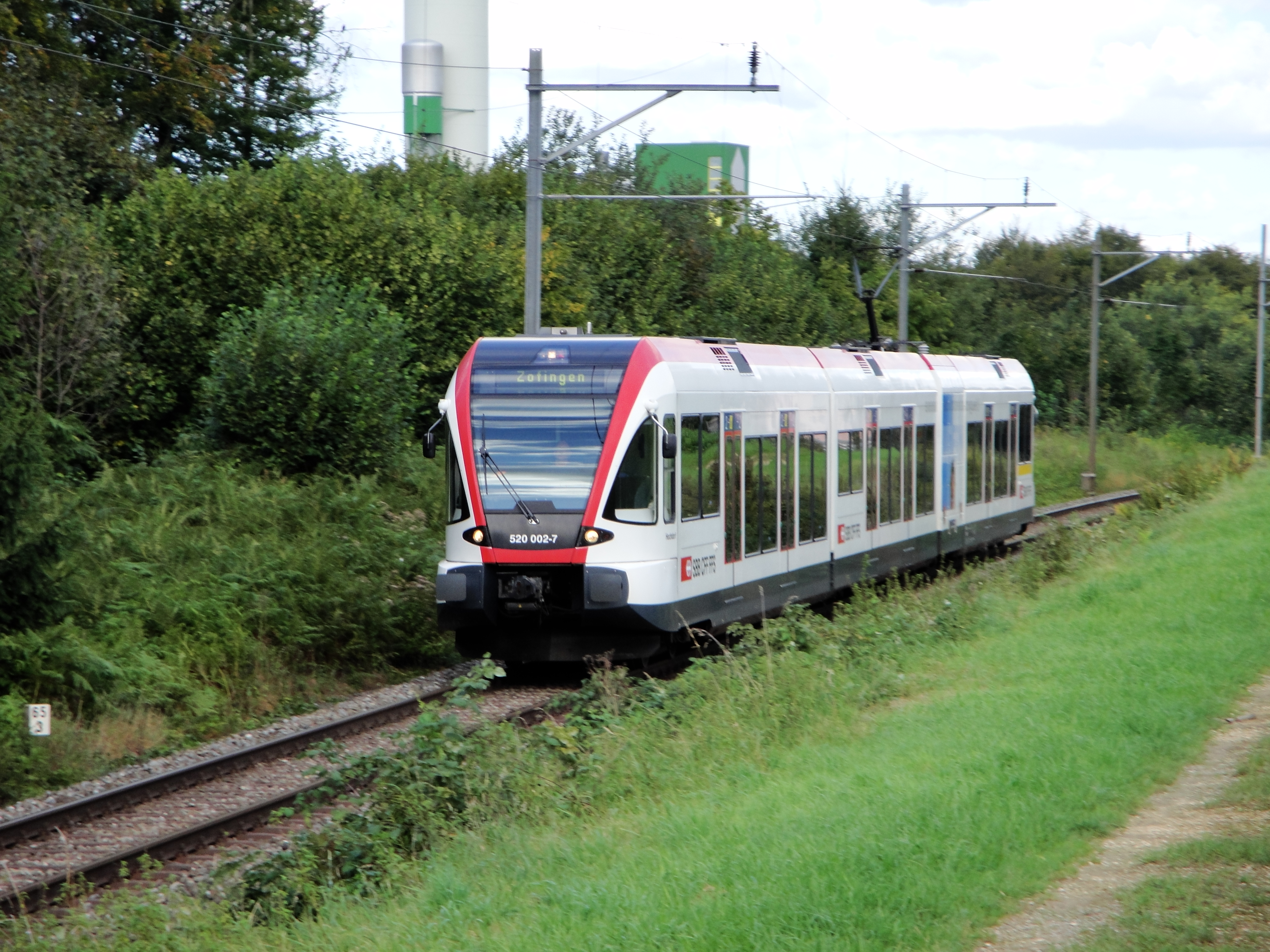
RABe 520 der SBB mit verringerter Breite für die Seetalbahn, neuentwickelten GFK-Stirnfronten

Die für die als normalspurige Straßenbahn konzipierte Seetalbahn beschafften Schmaltriebwagen RABe 520 wurden als dreiteilige GTW ausgeführt. Die bei diesen Fahrzeugen erstmals eingebaute Führerkabine aus glasfaserverstärktem Kunststoff (GFK) entwickelte sich zu einem Erkennungs- und Markenzeichen von Stadler Rail. Die GTW der zweiten Generation erhielten Laufwerke von Fiat-SIG statt von der SLM.
Von der ersten und zweiten Generation konnte Stadler 246 Exemplare verkaufen.

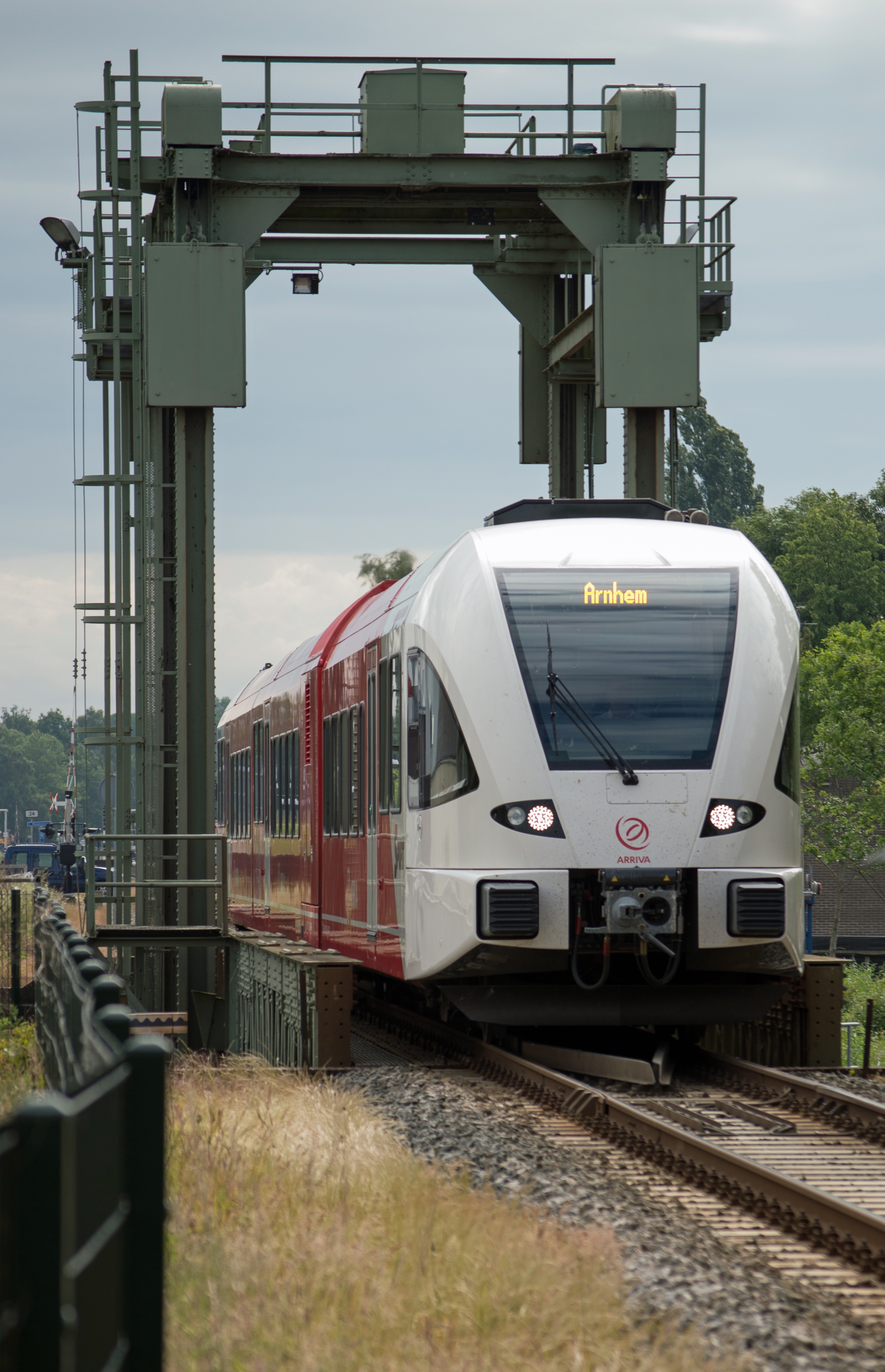
GTW von Arriva. Die Front der GTW der vierten Generation wirkt gegenüber früheren Fahrzeugen deutlich massiver.

Um von den Konkurrenten unabhängiger zu werden, löste Stadler die Zusammenarbeit mit dem Bahnhersteller Adtranz auf. Für die dreiteiligen GTW entwickelte ABB neue leistungsfähige Traktionsumrichter. Die Diesel-GTW der dritten Generation verfügen über zwei statt einen Dieselmotor und über Asynchron- statt Synchrongeneratoren. Die beiden unabhängigen Antriebsstränge der elektrischen und Diesel-GTW führen zu einer höheren Verfügbarkeit. Die Laufwerke entsprechen den Seetal-GTW. Die Innovation der dritten Generation besteht in der geschickten Kombination vorhandener Baugruppen. Die Verwendung von Großserienkomponenten ist kostengünstig und verbessert die Verfügbarkeit der Ersatzteile.
Für die 2005 von Arriva bestellten zwei- und dreiteilige Diesel-GTW mussten die Endwagenkästen mit den Führerständen neu entwickelt werden, weil damals in den Niederlanden die verschärften Crashnormen bereits vorgeschrieben waren. Die Frontstruktur und die Seitenwände der Wagenkästen wurden mit den Flirt-Wagenkästen vereinheitlicht. Auch die meterspurigen Zahnradtriebwagen der Transports Publics du Chablais (TPC) und der Transports Montreux–Vevey–Riviera (MVR) erhielten Stirnfronten, die den verschärften Crash-Anforderungen entsprechen.
2013 baute Stadler Rail zwei vierachsige Antriebsmodule GTW+ für Metrowagonmasch, die den Prototyp der Dieseltriebzugreihe DP-M (ДП-М) antreiben.

### Nachfolgefahrzeuge

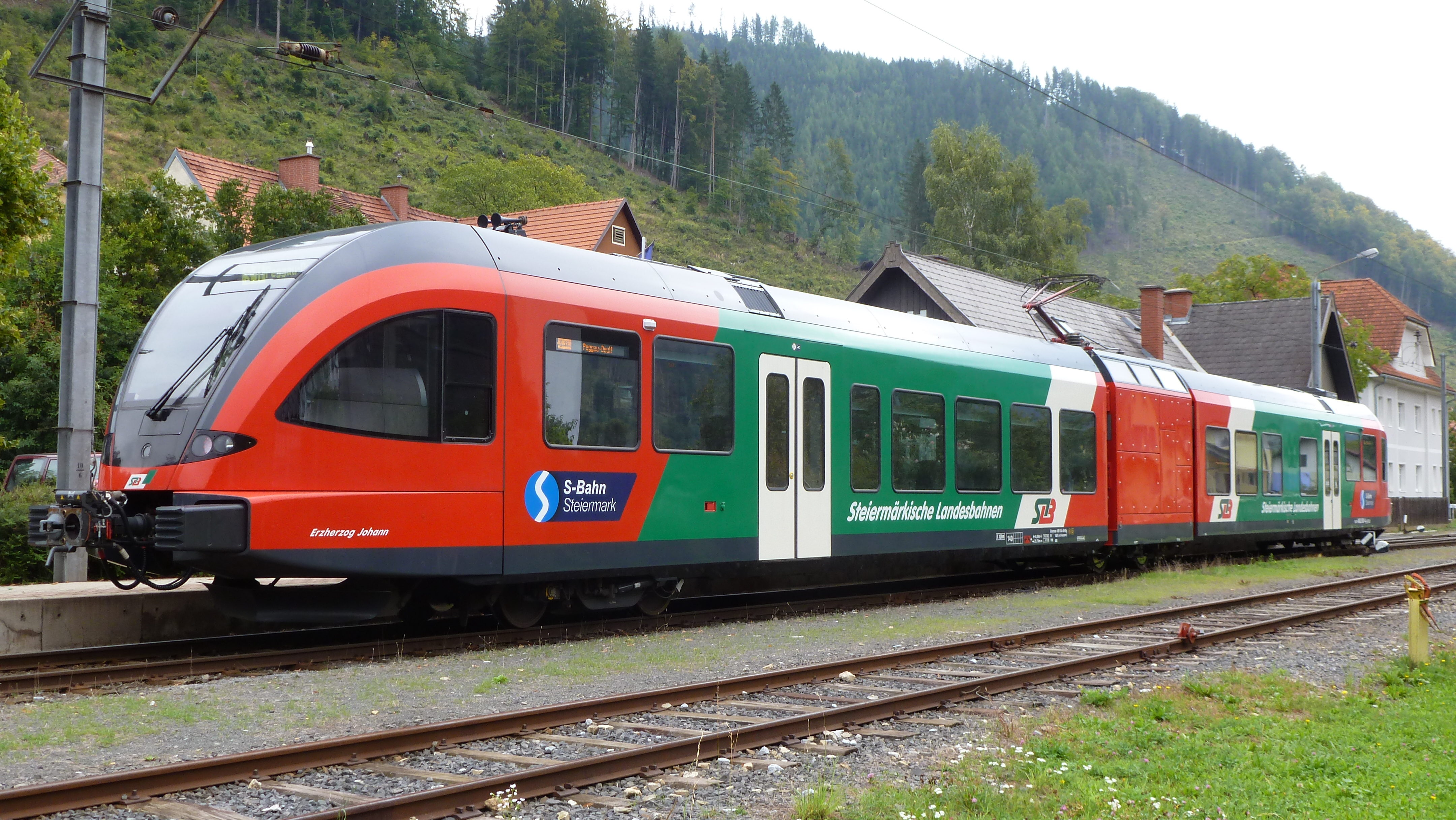
Die 2010/11 abgelieferten ET 4062 der Steiermärkischen Landesbahnen (STLB) sind die jüngsten elektrischen GTW 2/6 mit reinem Adhäsionsantrieb.

| Masseentwicklung normalspuriger elektrischer GTW 2/6 und Flirt 2/6 |
| Die zur Anzeige dieser Grafik verwendete Erweiterung wurde dauerhaft deaktiviert. Wir arbeiten aktuell daran, diese und weitere betroffene Grafiken auf ein neues Format umzustellen. (Mehr dazu) |
| GTW 2/6 von MThB, Thurbo, Arriva und STLB; Flirt von Abellio und ŁKA |

Die Stadler GTW sind aufgrund von verschärften Crashvorschriften im Laufe der Zeit immer schwerer geworden. Während die ersten elektrischen GTW der früheren Mittelthurgaubahn (MThB) aus dem Jahr 1998 noch mit einer Masse von 483 kg pro Sitzplatz auskamen, stieg bis 2010/11 mit den Zweiteilern der damaligen Steiermärkischen Landesbahnen (STLB) die Sitzplatzmasse auf 660 kg an. Damit ist ein GTW 2/6 schwerer geworden als die zweiteiligen Flirt ET 22 von Abellio aus dem Jahr 2007 mit 639 kg pro Sitzplatz.
Die letzten elektrischen GTW erhielten Arriva und Connexxion in den Niederlanden. Die Bahnen bevorzugen inzwischen die Flirt. Als Diesel- oder Zahnradfahrzeug konnten sich die bewährten GTW noch einige Zeit am Markt behaupten. 2018 lancierte Stadler den Wink mit Diesel- oder Zweikraftantrieb, um die nicht mehr vollständig den Crashvorschriften entsprechenden GTW abzulösen.

## Technische Beschreibung

Bei der Entwicklung der GTW ließen sich die Stadler-Ingenieure von den früheren Rowanzügen inspirieren. Modell eines Rowanzuges der Jungfraubahn aus dem Jahr 1906.

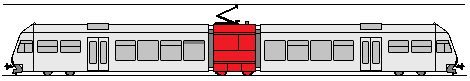
Beim Standard-GTW 2/6 sind zwei von sechs Achsen angetrieben. Er besteht aus dem rot markierten Antriebsmodul und den beiden niederflurigen Endwagen.

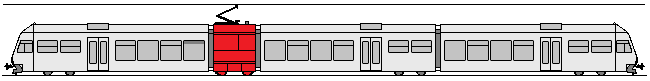
Wird ein Standard-GTW mit einem Mittelwagen ergänzt, entsteht ein GTW 2/8.

GTW ist eine Leichtbau-Fahrzeugfamilie, die sich nicht nur äußerlich in unterschiedlichen Stirnfronten von eckig bis stromlinienförmig unterscheidet und in verschiedenen Zusammenstellungen und Antriebsvarianten lieferbar ist, sondern auch in verschiedenen Spurweiten sowie als Zahnradbahnfahrzeug, wobei die Normalspurversionen UIC-konforme Vollbahnfahrzeuge sind. Das Grundkonzept des GTW ist eher unkonventionell: Ein mittiges Antriebsmodul, auch Antriebscontainer genannt, sorgt mit seinen beiden angetriebenen Achsen für den Antrieb des Triebzugs. Zwei leicht gebaute Endmodule mit je einem Drehgestell und Niederflureinstieg stützen sich auf das Antriebsmodul ab, was ein günstiges Traktionsgewicht bewirkt.
Das Konzept der GTW ergibt eine sehr gute Raumausnutzung der Endmodule. Außer über den Drehgestellen und an den aufgestützten Enden sind die GTW niederflurig ausgeführt – mit über 65 % Niederfluranteil. Durch Einfügen eines Mittelwagens, ebenfalls mit nur einem Drehgestell, kann ein GTW 2/6 zum GTW 2/8 ausgebaut werden. Statt des Mittelwagens kann aber auch ein weiteres Antriebsmodul eingefügt werden. Beim GTW 4/8 wurde zwischen den zwei benachbarten Modulen ein laufwerksloses Mittelteil eingehängt. Wenn zwei GTW 2/6 miteinander verbunden werden und zwei Führerstände wegfallen, entsteht ein GTW 4/12. Für betriebliche Flexibilität können bis zu vier GTW gleicher Bauart gekuppelt und über die Vielfachsteuerung gemeinsam gesteuert oder ein antriebsloser, einem Endwagen ähnelnder Steuerwagen mit der Achsformel 2’2’ mitgeführt werden.
| Fahrzeuge         | Wagen | Sitzplätze | Sitzplätze | Sitzplätze | Steh- plätze | Total |
| Fahrzeuge         | Wagen | 1. Klasse  | 2. Klasse  | Klappsitze | Steh- plätze | Total |
| ----------------- | ----- | ---------- | ---------- | ---------- | ------------ | ----- |
| GTW 2/6           | 2     | 8          | 100        | 11         | 81           | 202   |
| GTW 2/8           | 3     | 16         | 156        | 14         | 119          | 308   |
| GTW 2/6 + GTW 2/6 | 4     | 16         | 200        | 22         | 162          | 404   |
| GTW 2/6 + GTW 2/8 | 5     | 24         | 256        | 25         | 200          | 510   |
| GTW 2/8 + GTW 2/8 | 6     | 32         | 312        | 28         | 238          | 616   |

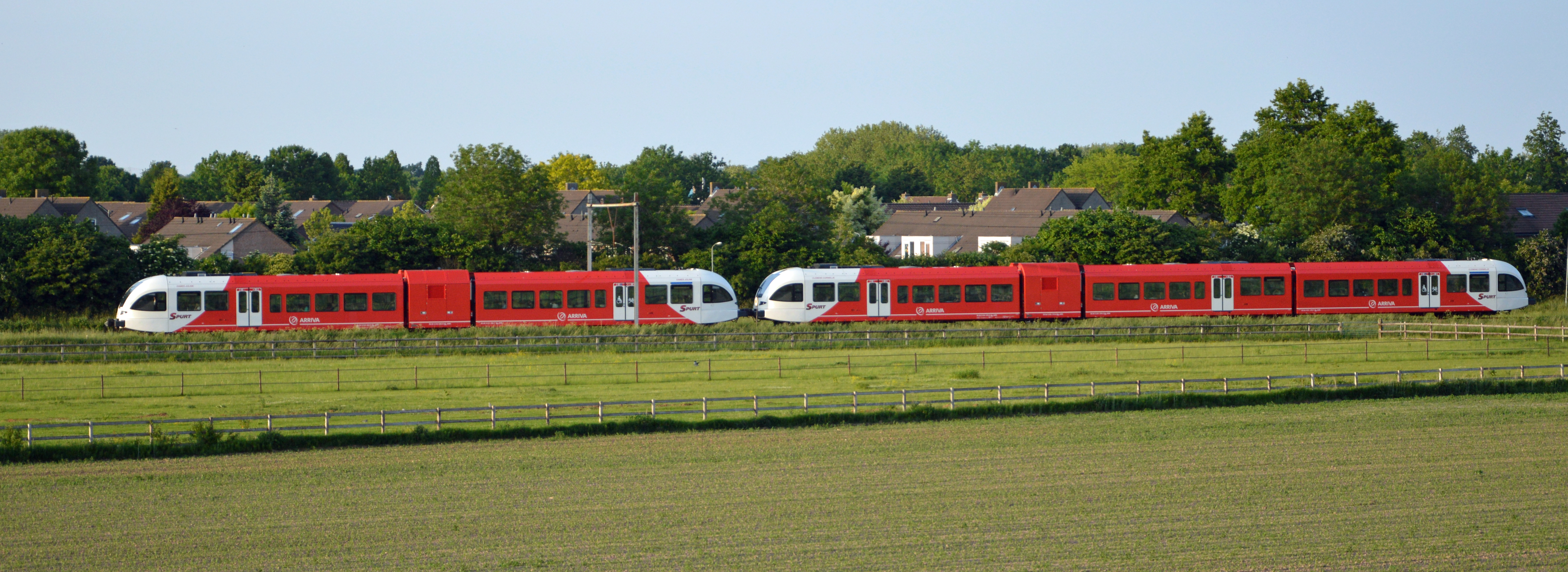
GTW 2/6 und GTW 2/8 von Arriva in Doppeltraktion mit rund 300 Sitzplätzen. Dank den automatischen Kupplungen kann die Kapazität der Züge flexibel der Nachfrage angepasst werden.

Ein modularer Einsatz von kurzen und leichten Gelenktriebwagen senkt die Betriebskosten im Regionalverkehr auf weniger stark belasteten Strecken. Die automatischen Kupplungen erlauben das Schwächen und Stärken der Fahrzeugumläufe durch den Triebfahrzeugführer, Rangierpersonal ist dafür nicht notwendig. Mit zwei- und dreiteiligen GTW können die Züge exakt der Nachfrage angepasst werden. Während der Hauptverkehrszeiten verkehren die Züge in Mehrfachtraktion, sonst fahren sie einteilig. Die abgestellten Kompositionen sparen Energie- und Trassenpreiskosten und an ihnen können Wartungs- und Unterhaltsarbeiten vorgenommen werden. Nachteilig an diesem Einsatzkonzept ist die zwei Bauarten aufgesplitterte Flotte.

### Mechanischer Teil

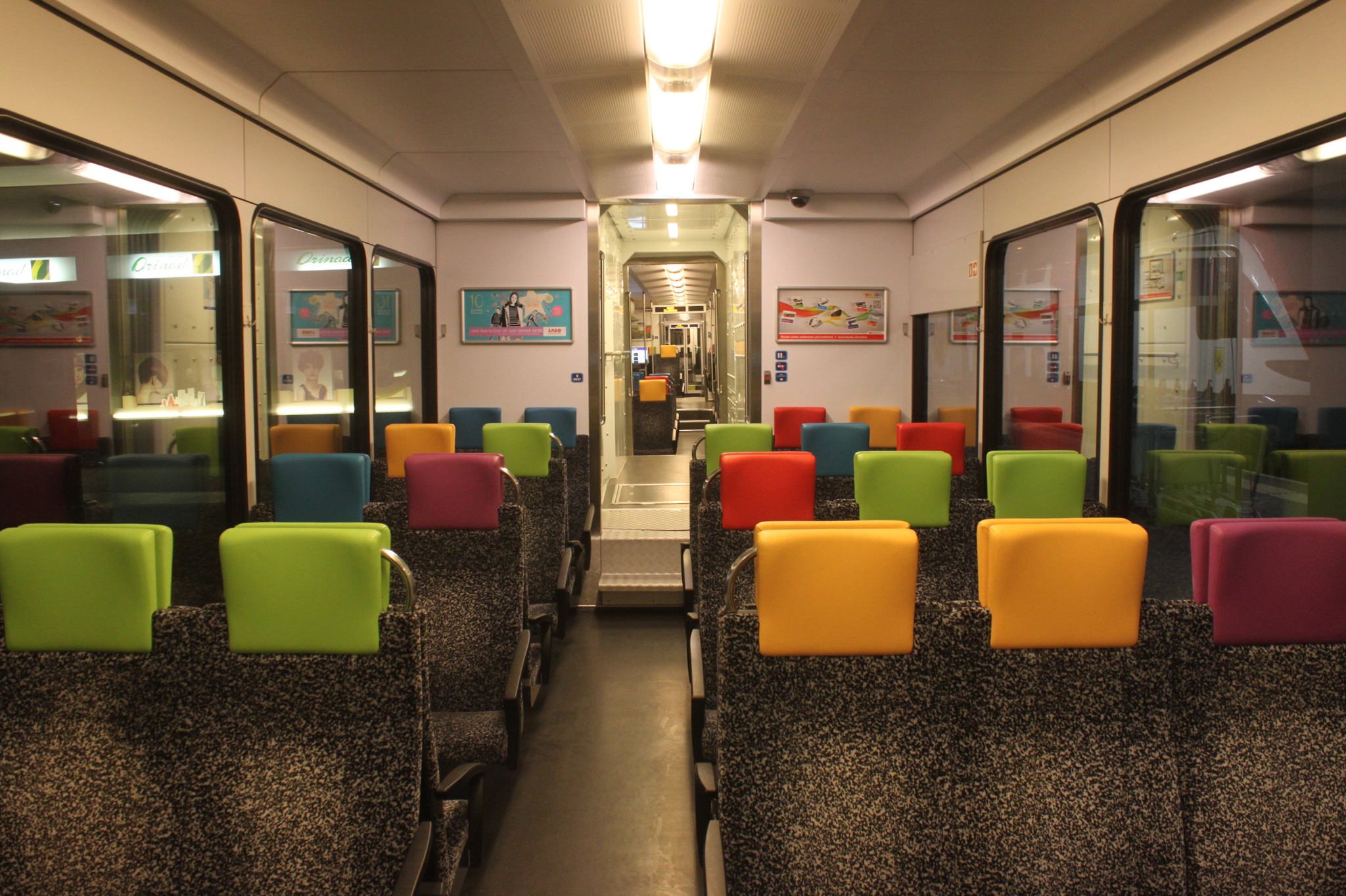
Der Durchgang unterteilt das Antriebsmodul in die beiden Apparateräume links und rechts. Der Durchgang ist nur über eine Stufe, aber bei elektrischen GTW ohne Türen, passierbar. (GTW 2/8 von Thurbo, Schweiz)

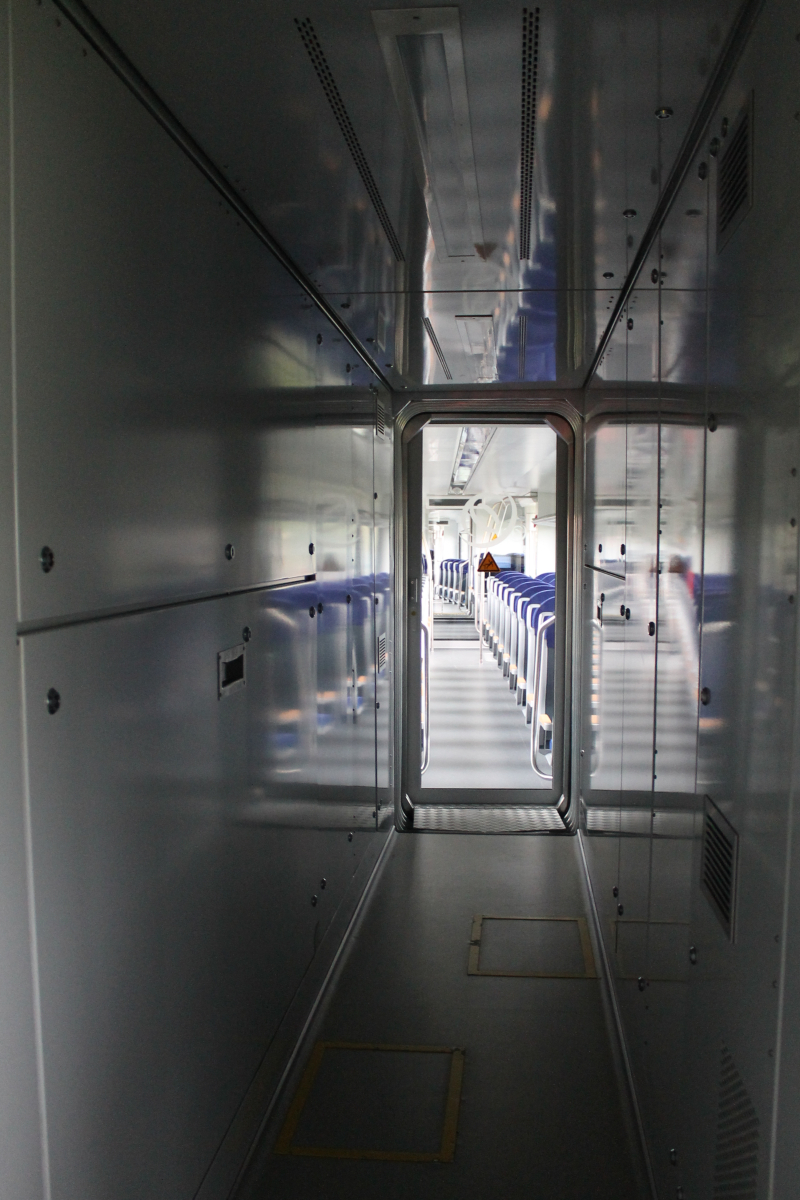
Türen trennen das Diesel-Antriebsmodul von den Fahrgasträumen ab. (Arriva, Niederlande)

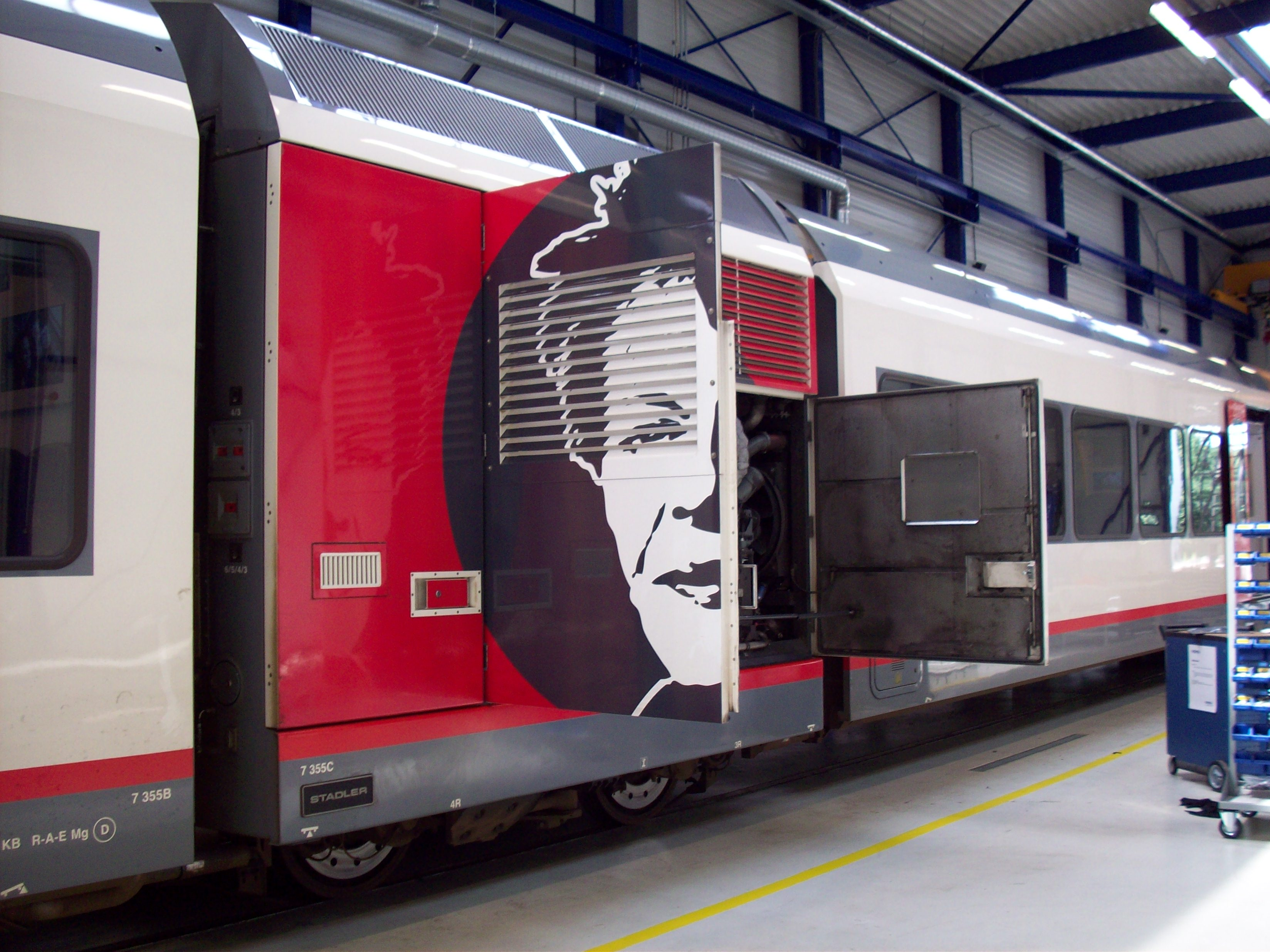
Diesel-GTW von Veolia Transport (Niederlande) in der Werkstatt. Die geöffneten Revisionsklappen erleichtern die Wartung von außen.

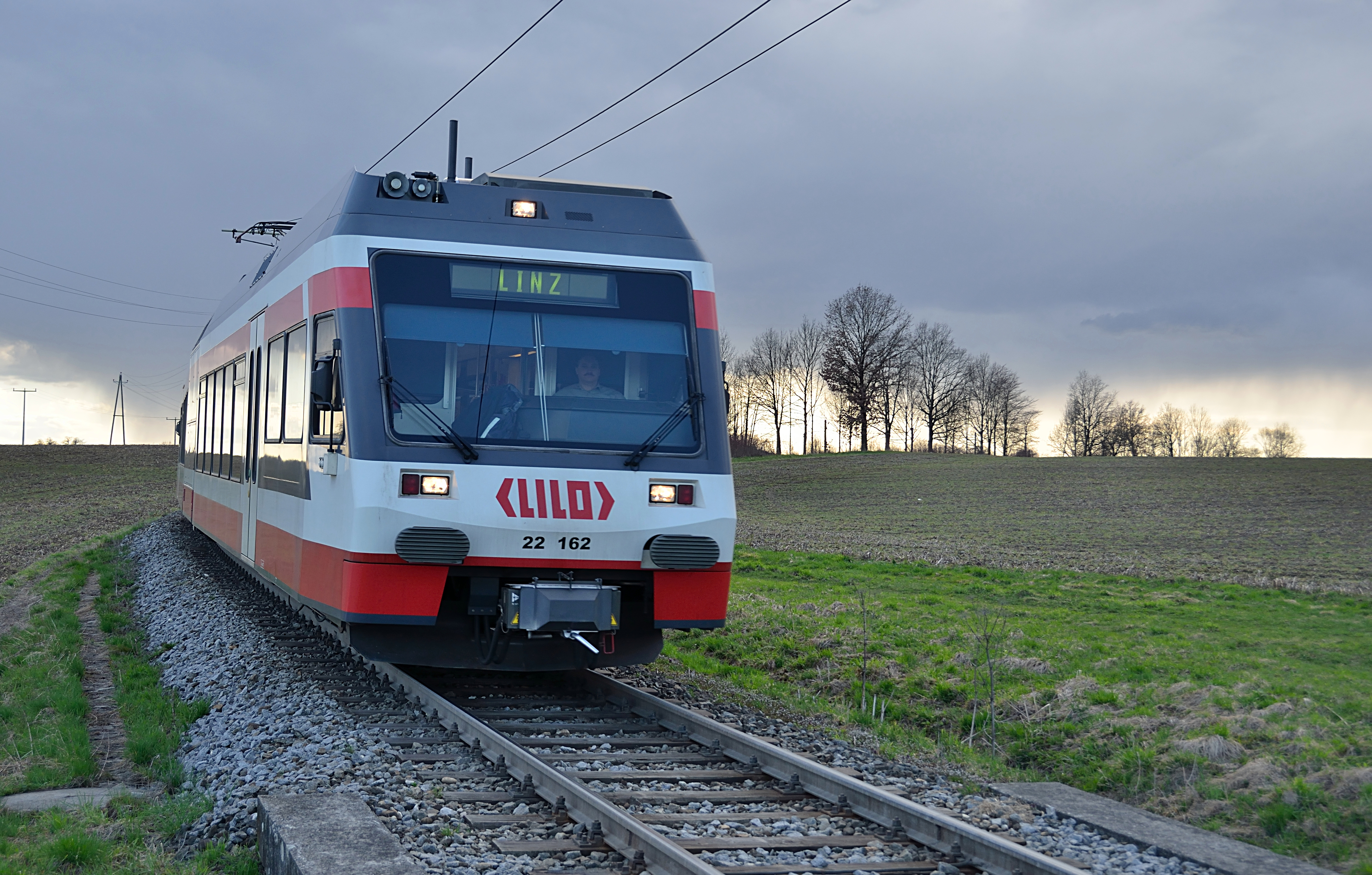
Bei den ersten Fahrzeugen mit Stirnfronten aus geraden Blechen liegt der Führerstand auf der linken Seite. GTW der Linzer Lokalbahn (LILO)

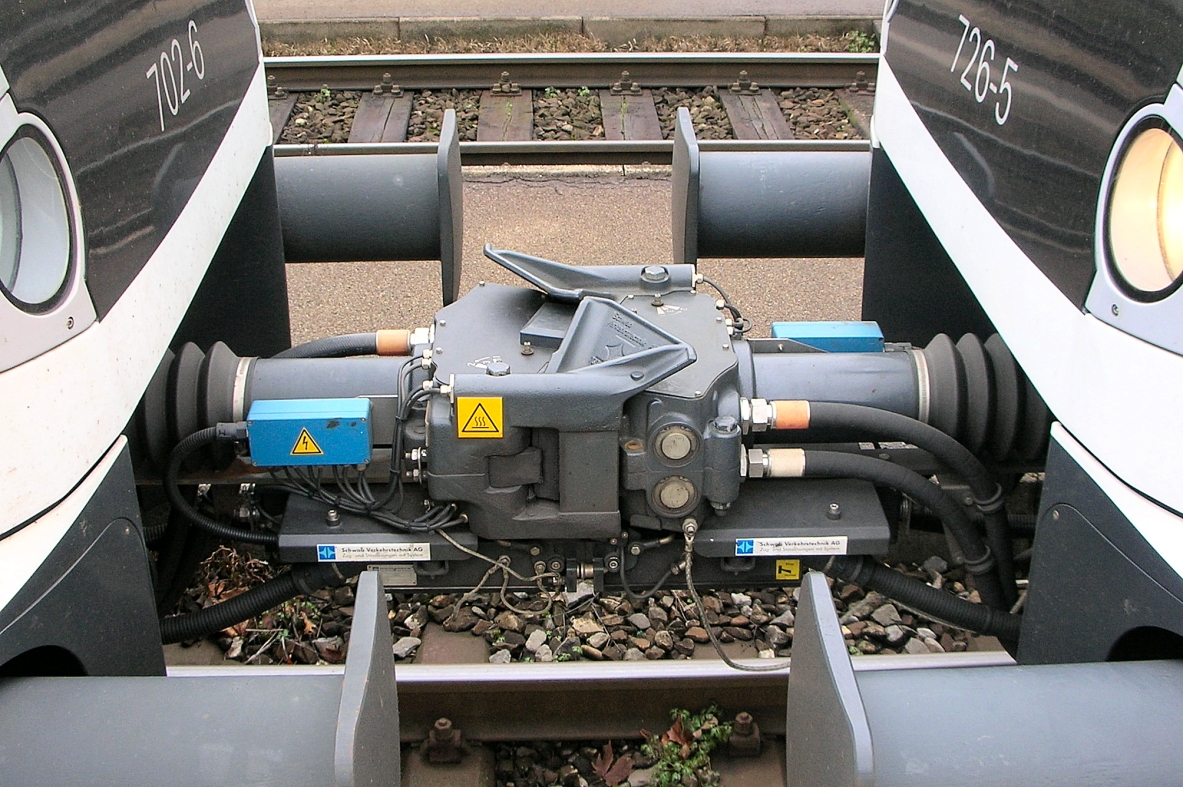
Die Endmodule sind mit Mittelpufferkupplung oder Schraubenkupplung ausgestattet. Die Hilfspuffer der Thurbo-GTW mit automatischer Kupplung vermeiden Schäden bei der Berührung mit Fahrzeugen mit Regelpuffern.

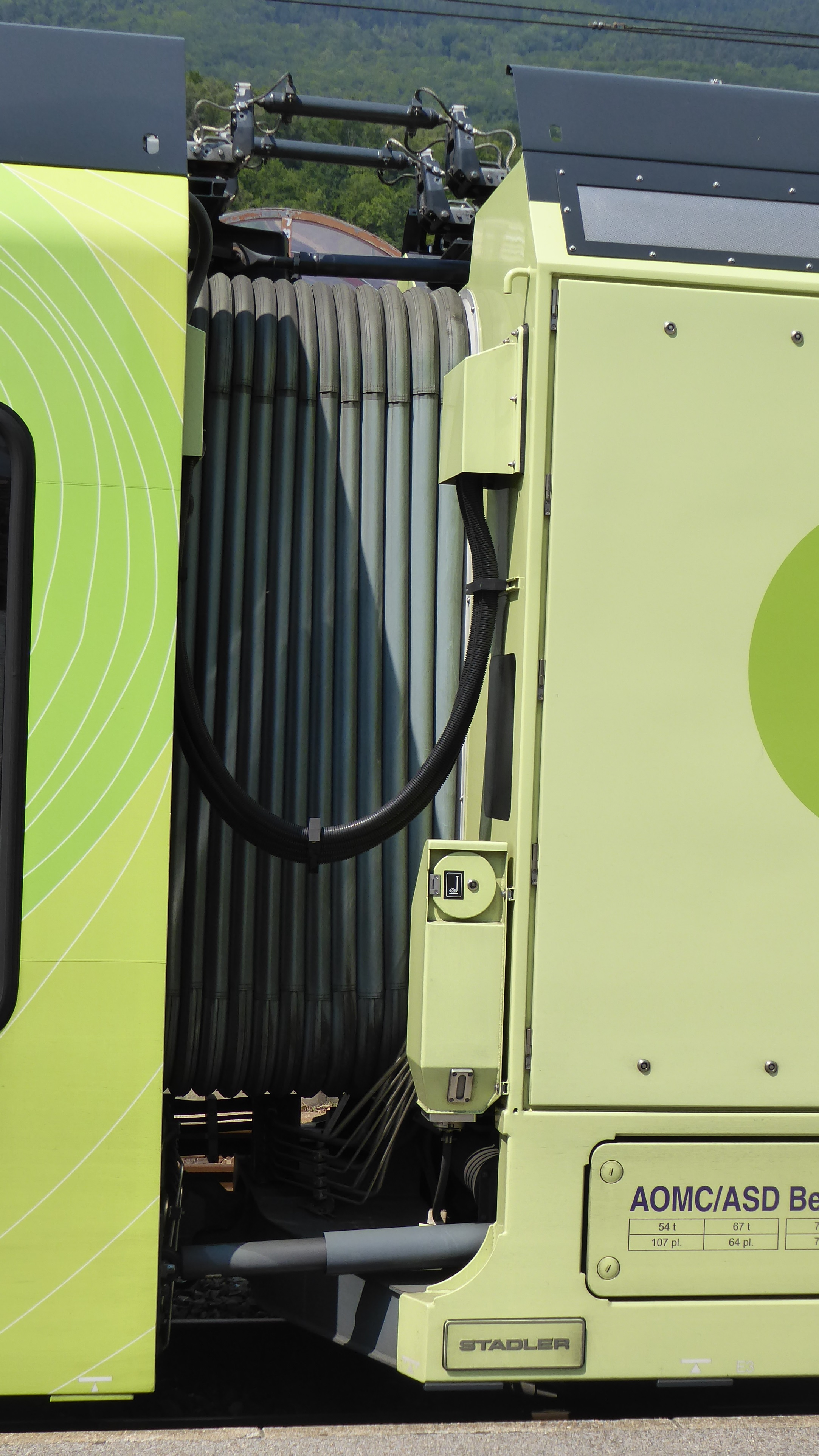
Das Lenkersystem über dem Durchgang verhindert Nicken. (TPC Beh 2/6)

Die Wagenkästen für Normalspurfahrzeuge sind für eine statische Druckfestigkeit von 1500 kN, die für Meterspur für 800 kN ausgelegt. Das Antriebsmodul ist eine geschweißte Stahlkonstruktion mit einem stabilen Bodenrahmen und großen Wartungsöffnungen, die einen guten Zugang für Unterhaltsarbeiten erlauben. Die vertikalen und horizontalen Träger der Seitenwände sind verschraubt, um große Komponenten ausbauen zu können.
Die Wagenkästen der niederflurigen Stützwagen sind vollständig aus Aluminium und bis und mit der dritten Generation mit einer kombinierten Schraub-Schweiß-Konstruktionen gefertigt. Die Kastenstruktur ist sowohl für den Einbau von Schrauben- als auch von Mittelpufferkupplungen, die das Bilden von Flügelzügen ermöglichen, ausgelegt. Mit der geschweißten Untergestellwanne und den Dachlängsprofilen sind auch die Türportale verschweißt, die so einen großen Anteil der Kräfte übertragen. Die anderen Verbindungen der Seitenwände mit der Bodenwanne, dem Dach und den Dach-Querspriegel sind geschraubt, die Verbindung zwischen dem Sandwich-Dach und den Dachspriegel ist geklebt. Die für die Befestigung der reinigungsfreundlichen Cantilever-Bestuhlung nötigen C-Schienen sind in den außenliegenden Längsgurtprofilen integriert. Die kurzen Wagenkästen erlauben eine größere Breite als üblich und bei Regelspureinheiten eine bei den Reisenden allerdings nicht sehr beliebte 2+3-Bestuhlung.
Die Stützwagen stützen sich vertikal über Schichtgummifedern auf dem Antriebsmodul ab. Die gummigelagerte Kastenabstützung hält Motorgeräusche und Vibrationen vom Fahrgastraum fern. Mit Gummisphärolagern versehene Längslenker übertragen die Zug- und Bremskräfte. Um Nickbewegungen des beidseitig durch die aufgesattelten Wagenkästen belasteten Motorwagens zu verhindern, hält ein Lenkersystem im Dach über dem Durchgang im Antriebsmodul den Motorwagen stets in der Winkelhalbierenden der Längsachsen der beiden aufgesattelten Stützwagen. Zur Ermöglichung einer schnellen Trennung der Wagenteile sind alle Elemente der Stützgelenkverbindung und der geschlossene Faltenbalg in einem Zwischenrahmen zusammengefasst, der während des Werkstätteaufenthaltes mit wenigen Schrauben vom Antriebsmodul getrennt werden kann.

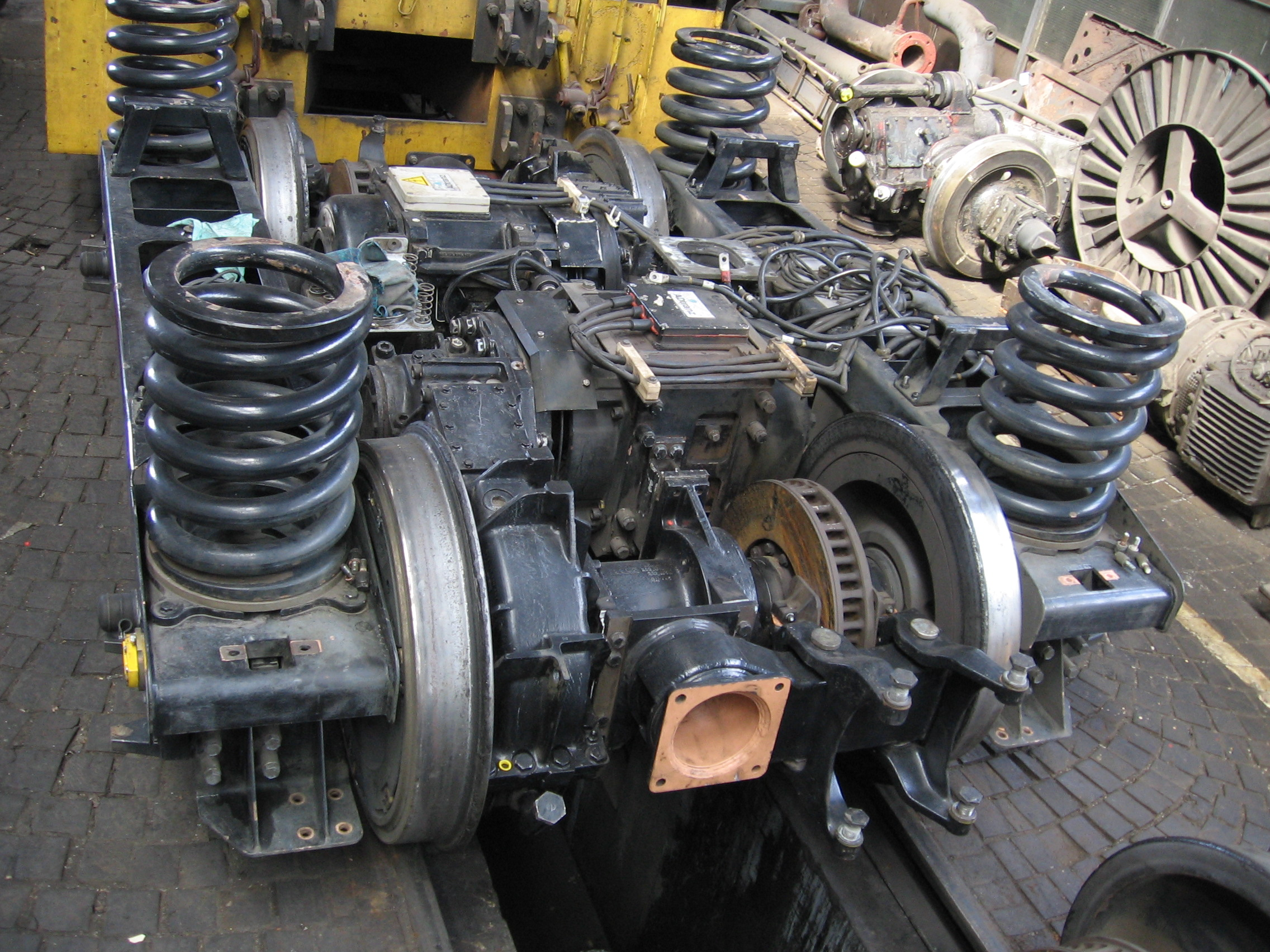
Triebfahrwerk der ZSSK-Baureihe 425.95 mit vier Flexicoilfedern, Motor-Getriebe-Block und Scheibenbremse

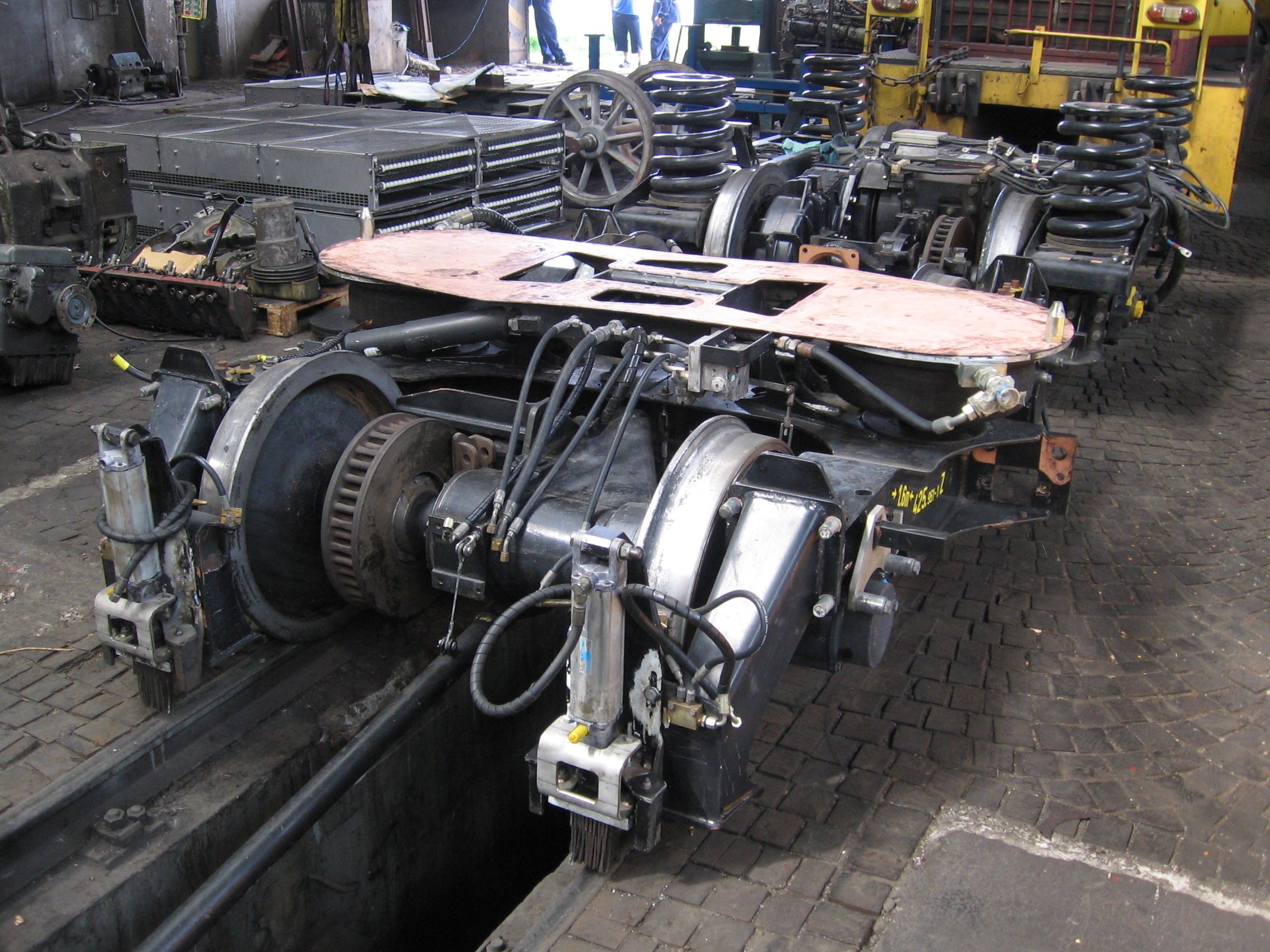
Meterspuriges Laufdrehgestell der ZSSK-Baureihe 425.95, im Hintergrund das zugehörige Triebfahrwerk

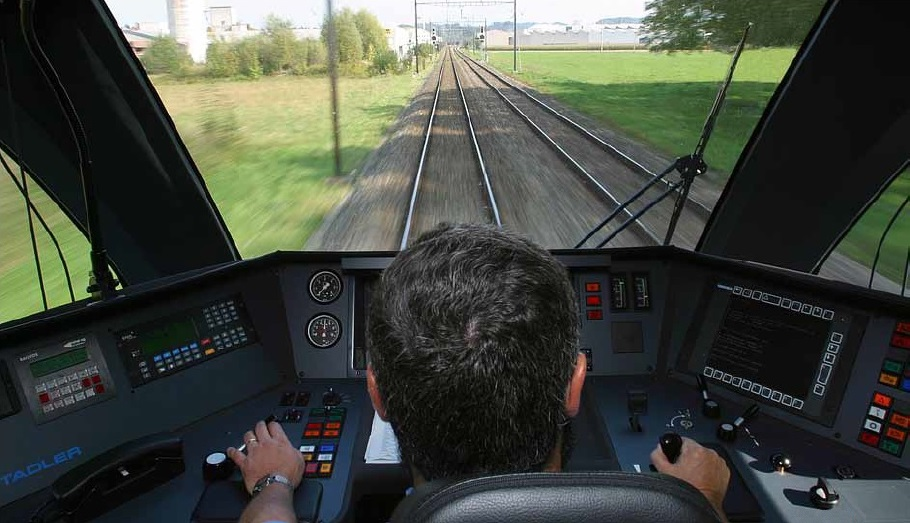
Der Platz des Triebfahrzeugführers ist bei den neueren Einheiten mittig angeordnet. Blick in den Führerstand eines Thurbo-GTW RABe 526

Die neu entwickelten Fahrwerke sind auf die besonderen Anforderungen eines Gelenktriebwagens ausgerichtet. Sowohl das Triebfahrwerk als auch die Laufdrehgestelle sind eine Weiterentwicklung der im Triebwagen Be 4/4 der Uetlibergbahn eingesetzten SLM-Lenkachsdrehgestelle. Die radial einstellbaren Radsätze eignen sich für das verschleißarmen Befahren enger Gleisbögen ohne Kurvenkreischen. Die zentralen Komponenten des unter dem kurzen Antriebsmodul angeordneten Triebfahrwerk sind die zwei Motor-Getriebe-Einheiten mit querliegenden Fahrmotoren und zweistufigen Stirnradgetrieben. Weil keine Auslenkungen gegenüber dem Motorwagenkasten auftreten, kann auf Drehgestellrahmen, Wiege und Drehzapfen verzichtet werden. Die Vertikallasten werden vom Kasten über Flexicoilfedern auf die Achslager übertragen. Eine Tiefzuganlenkung überträgt die Längskräfte und garantiert die Aufrechterhaltung praktisch gleicher Treibradsatzlasten bei Ausübung von Zug- und Bremskräften, was für eine gute Adhäsionsausnützung mitentscheidend ist. Die Laufdrehgestelle sind sehr niedrig konstruiert, um den Wagenboden möglichst tief zu halten. Ihr verwindungsweicher H-förmiger Drehgestellrahmen führt auch bei einer schlechten Gleislage zu einer großen Sicherheit gegen Entgleisen.
Die mechanische Bremse ist eine klassische indirekte Bremse mit UIC-Steuerventil. Die geringe Radsatzlast der Laufdrehgestelle führt zum für Leichttriebwagen typischen Problem der erhöhten Gleitneigung beim Bremsen, zum Beispiel bei durch Laub verschmutzten Gleisen, welches auch durch die Gleitschutzregler nicht völlig abgefangen werden kann. Eine Magnetschienenbremse wirkt jedoch unabhängig von der Haftreibung der Schienen und wird bei einem Hauptluftleitungsdruck von unter 3 bar ausgelöst. Laubfall führte im Herbst 2010 zu Problemen bei Veolia Niederlande, weil die Gleisstromkreise die leichten Fahrgastmodule teilweise nicht mehr erfassten, wodurch Bahnschranken geöffnet blieben und Signale nach der Vorbeifahrt des Zuges nicht mehr auf Halt zurückfielen.
Die Gelenktriebwagen konnten mit allen von modernen Nahverkehrszügen erwarteten Komfortmerkmale ausgestattet werden:

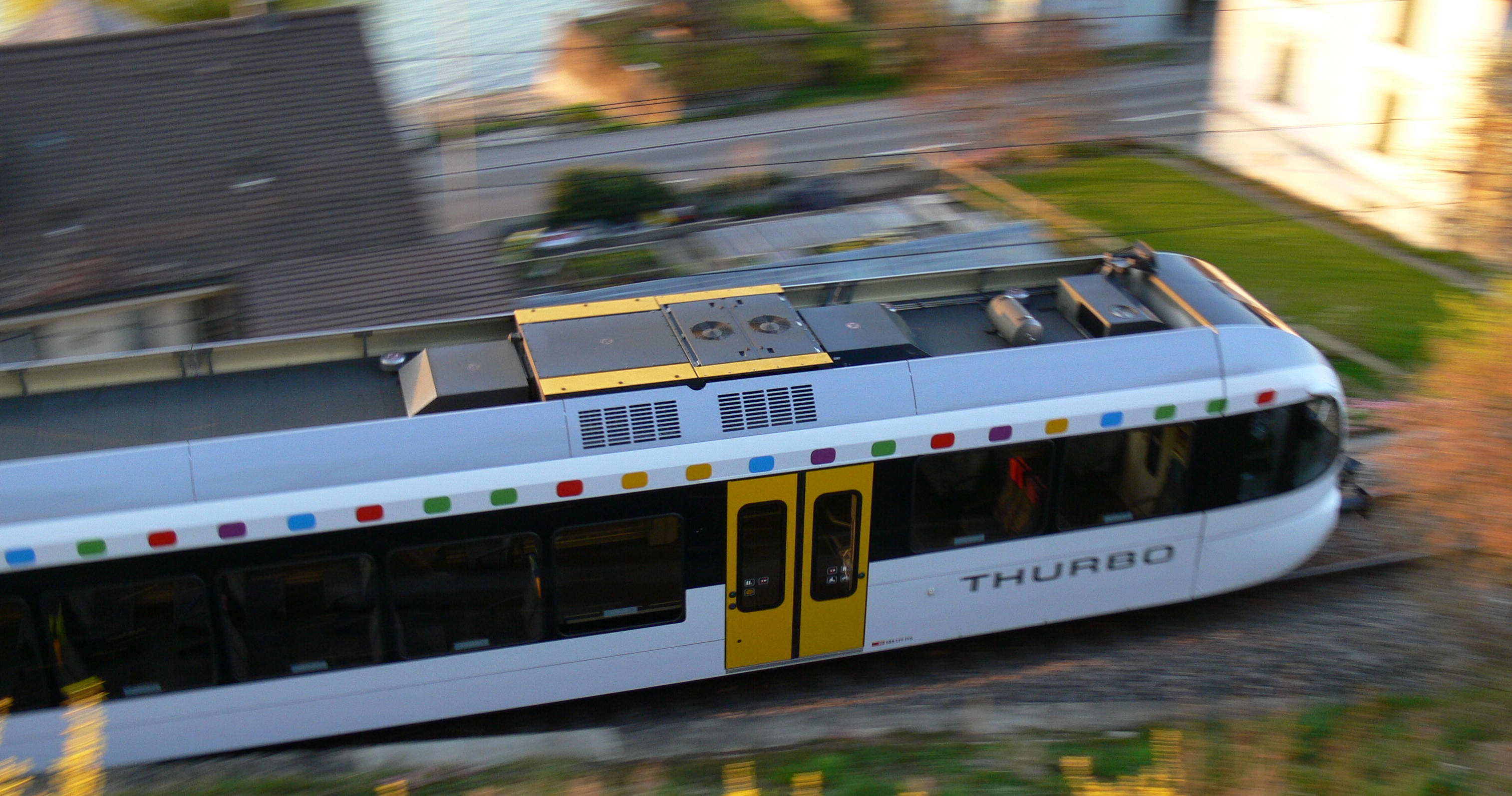
Klimaanlage auf dem Dach eines GTW von Thurbo
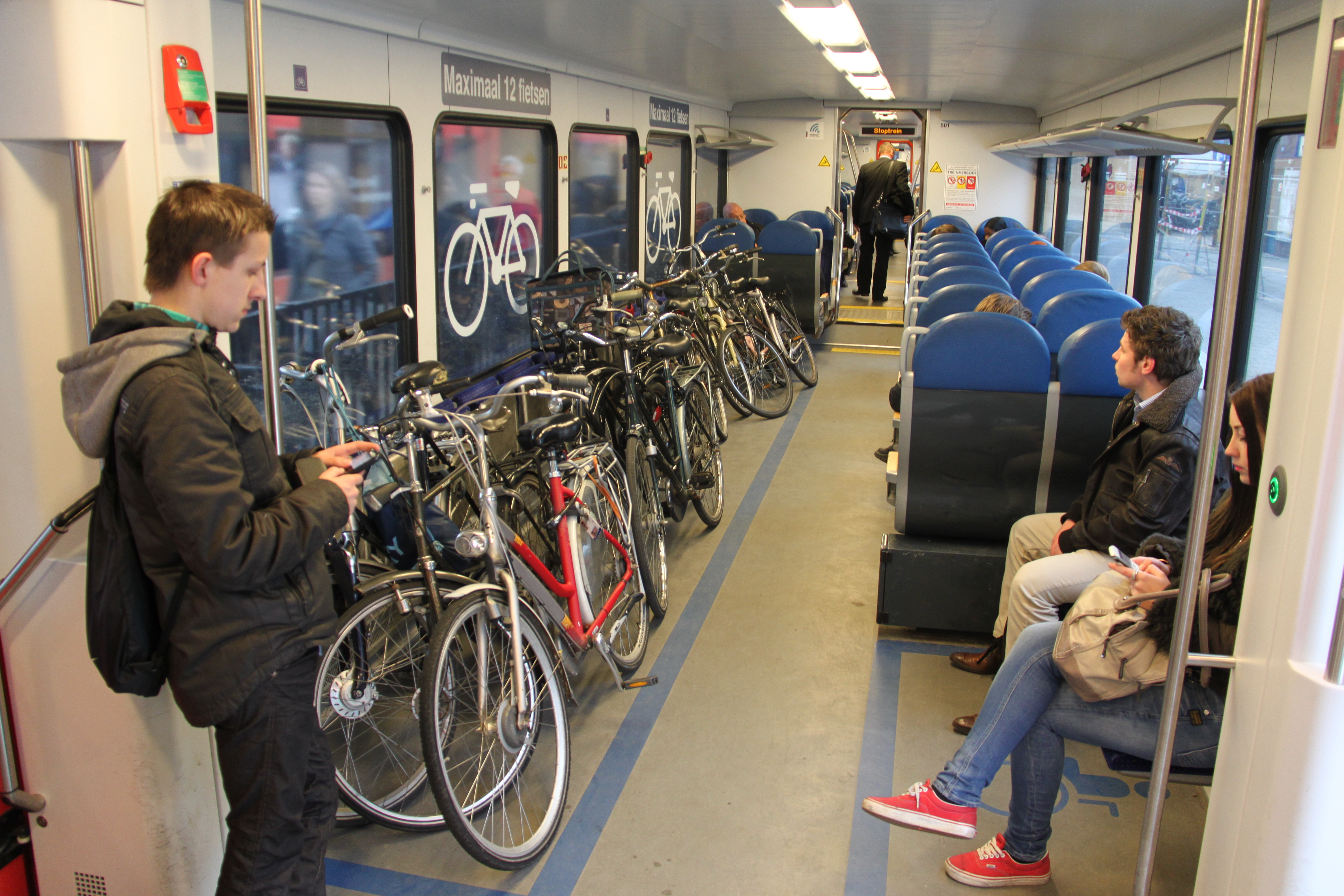
Mit Fahrrädern beladener Mehrzweckraum (Arriva, Niederlande)
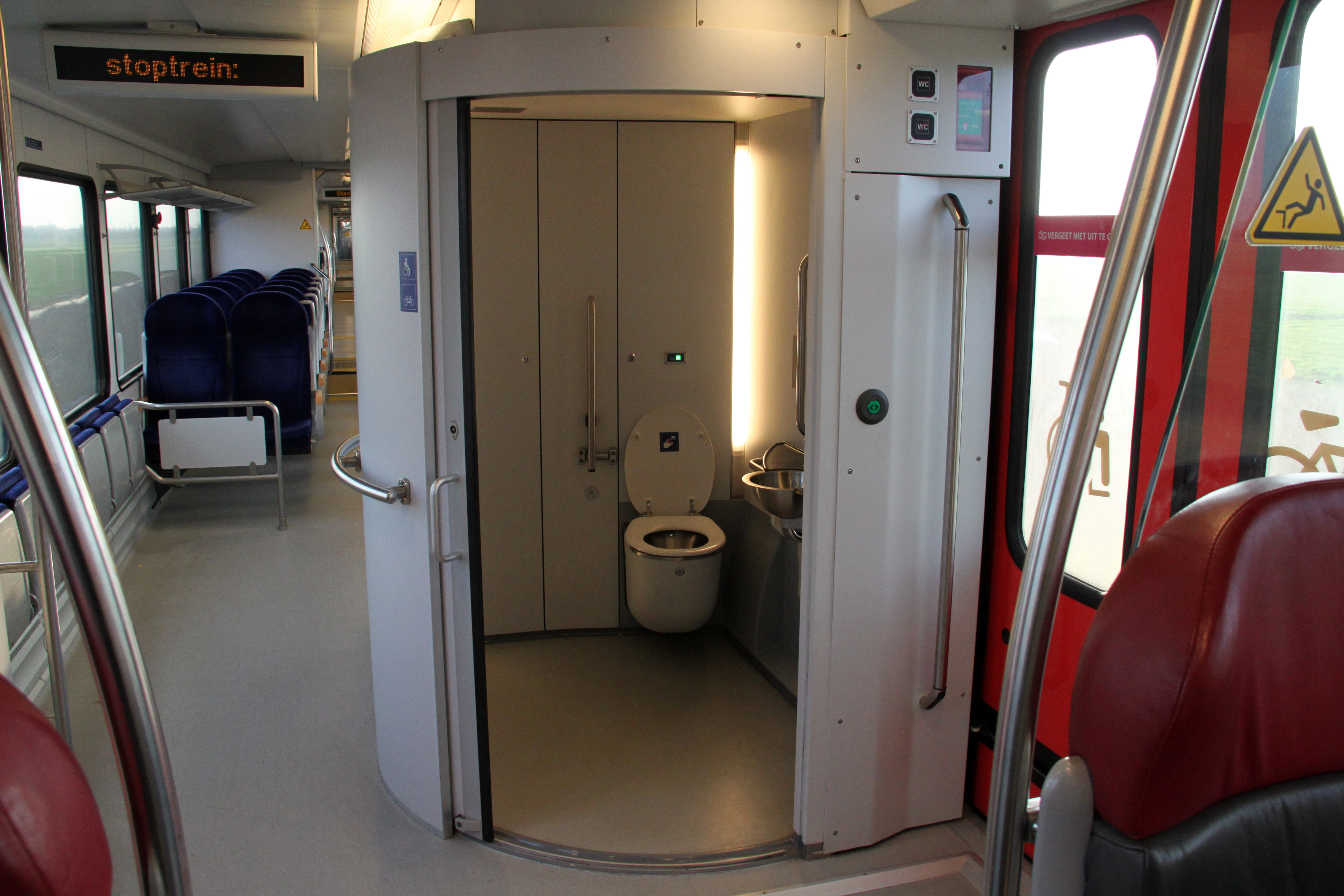
Behindertengerechte Vakuumtoilette, Arriva
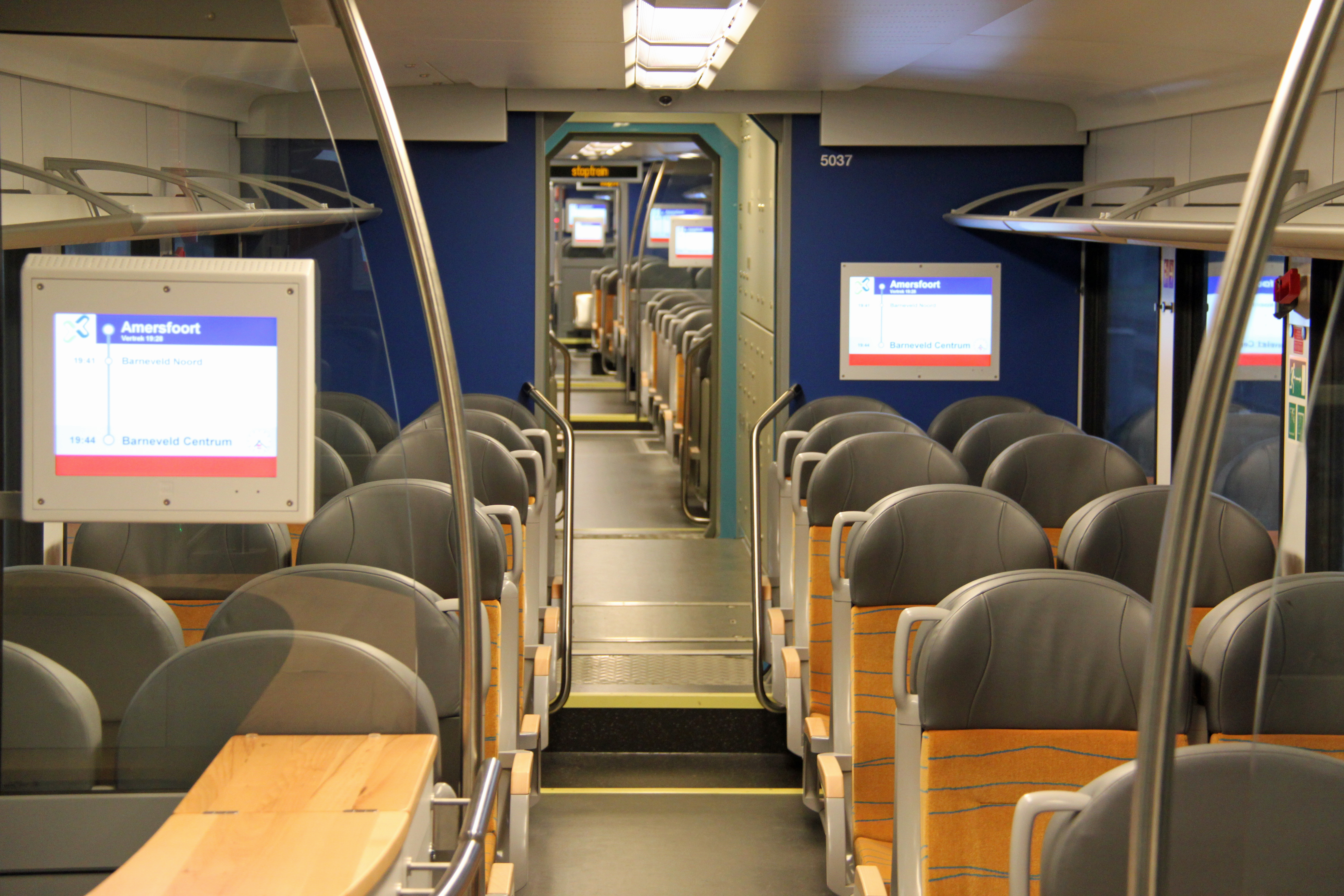
Fahrgastinformationssystem mit LCD-Bildschirmen, Connexxion
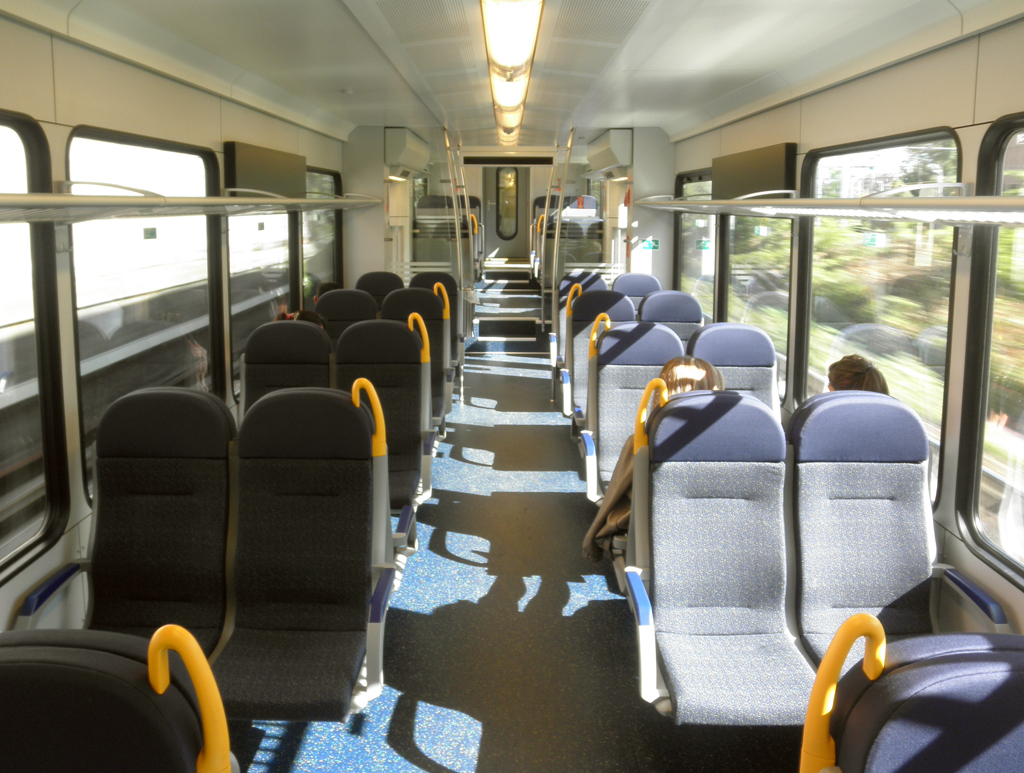
Großzügige Fenster, die einen ungehinderten Blick auf die Landschaft erlauben, Ferrovie Nord Milano

### Elektrische Ausrüstung
Die elektrische Ausrüstung der GTW besteht aus einem IGBT-Stromrichter von ABB und aus zwei Asynchronfahrmotoren, wobei die Hilfsbetriebe im Hauptumrichter integriert sind. Lediglich bei der Erstausführung Bm 596 der MThB mit dieselelektrischem Antrieb kamen noch Kollektorfahrmotoren mit einer konventionellen Fahr- und Bremsschaltung zur Anwendung. Der Stromrichter setzt sich zusammen aus einem Gleichspannungs-Zwischenkreis, einem Vierquadrantensteller und einem Antriebsstromrichter. Bei Einphasenwechselstrombetrieb stellt der Vierquadrantensteller zusammen mit einem Saugkreis die Verbindung zwischen dem am Oberleitungsnetz liegenden Transformator und dem Gleichspannungs-Zwischenkreis her. Bei Gleichstrombetrieb entfällt der Vierquadrantensteller und die Verbindung zum Netz beschränkt sich auf eine Eingangsdrosselspule und einen Hochfrequenz-Filter. Bei dieselelektrischem Antrieb tritt an Stelle des Vierquadrantenstellers der Ausgangs-Gleichrichter des Dieselgenerators. Der Antriebsstromrichter erzeugt aus der Zwischenkreis-Gleichspannung den frequenz- und spannungsveränderlichen Dreiphasenwechselstrom für die Fahrmotoren. Die Stromrichter sind in der Lage, im Rekuperationsbremsbetrieb die von den Fahrmotoren abgegebene Bremsenergie an das Netz zurückliefern. Beim dieselelektrischen Antrieb oder wenn das Oberleitungsnetz die Bremsenergie nicht aufnehmen kann, wandeln die Bremswiderstände der Widerstandsbremse die von den Fahrmotoren gelieferte Bremsenergie in Wärme um. Die Elektrische Bremse wird regelautomatisch vorrangig eingesetzt; erst wenn diese ausgeschöpft ist, wird weitere Bremskraft mittels „EP-Regler“ durch das Scheibenbremssystem ergänzt. In Mehrfachtraktion können bis zu vier Einheiten verkehren; sie ist auch mit Stadler Flirt möglich.

### Antrieb mit Dieselmotoren

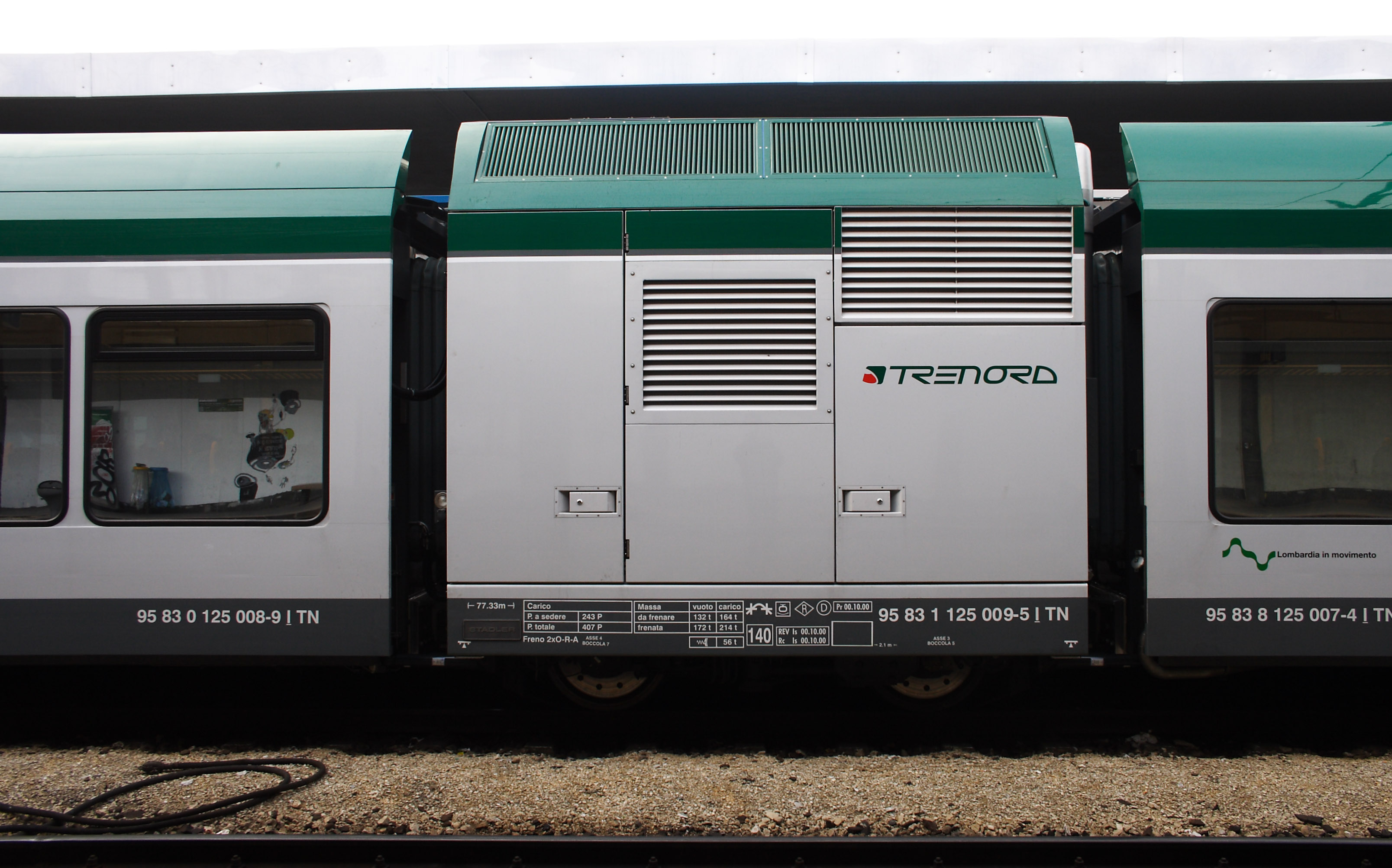
Dieselbetriebenes Traktionsmodul eines GTW der Trenord

Die GTW mit Dieselantrieb der ersten Generation wurden mit einem Zwölfzylinder-V-Motor des Typs 83-TD13 von MTU Friedrichshafen mit 550 kW Nennleistung ausgestattet. Wegen der Breite des Zwölfzylindermotors musste der Durchgang durch das Antriebsmodul asymmetrisch angeordnet werden. Der sehr kompakte Aufbau des Antriebsmoduls bewirkt eine zum Teil unzureichende Kühlung der Maschinenanlage an heißen Sommertagen, sodass die Leistung automatisch abgeregelt wird und die erforderlichen Fahrleistungen nicht erreicht werden.
Bei der zweiten Generation wurden zwei schnelllaufende, wassergekühlte Sechszylinder-Lkw-Reihenmotoren mit je 390 kW Nennleistung von MAN eingebaut, die die strengen Euro-3-Abgasvorschriften im Straßenverkehr erfüllen. Die Beschaffung von in großen Mengen produzierten Lkw-Motoren ist zudem kostengünstiger als von speziellen Dieselmotoren für Schienenfahrzeuge. Die beiden nun völlig getrennten Antriebsaggregate bieten eine größere Leistung als der MTU-Motor und den Vorteil der Redundanz, so dass bei Störungen mit einem Aggregat weitergefahren werden kann. Die beiden Dieselmotoren sind auf beiden Seiten des Antriebmoduls angeordnet und erlauben einen symmetrischen Durchgang von einem Fahrgastraum zum anderen. Die 2012 für Arriva Gelderland und Connexxion beschafften Fahrzeuge erhielten neuentwickelte Deutz-Dieselmotoren TCD 16.0 V8. Der wassergekühlte Achtzylindermotor mit 350 bis 520 kW erfüllt die Abgasnorm IIIB (Tier 4 interim) und erbringt bei einer Drehzahl von 1400 min−1 ein maximales Drehmoment von 2890 Nm.

### Zahnradantrieb

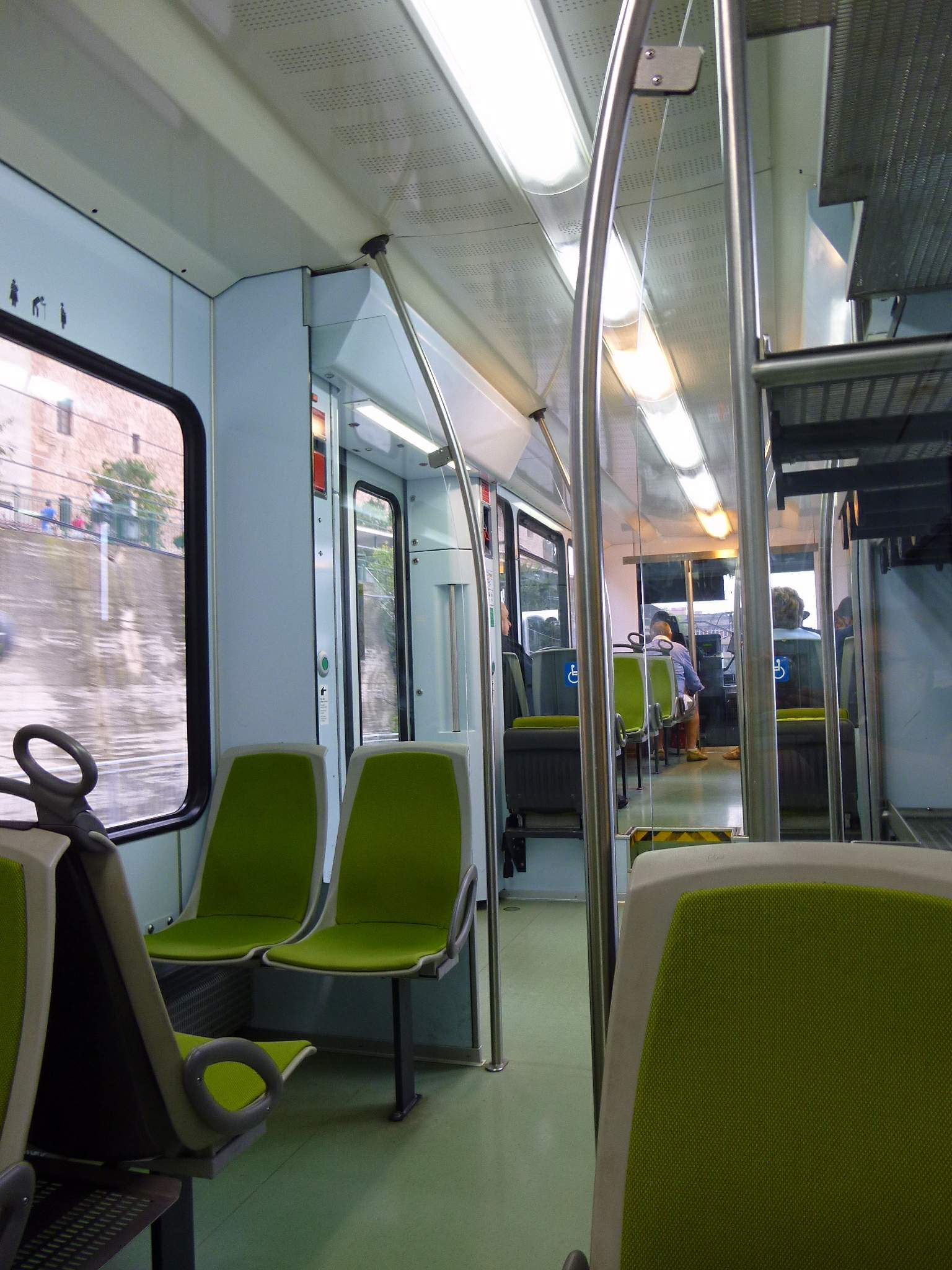
Besonders leichte Sitze in den Zügen der Montserrat-Bahn

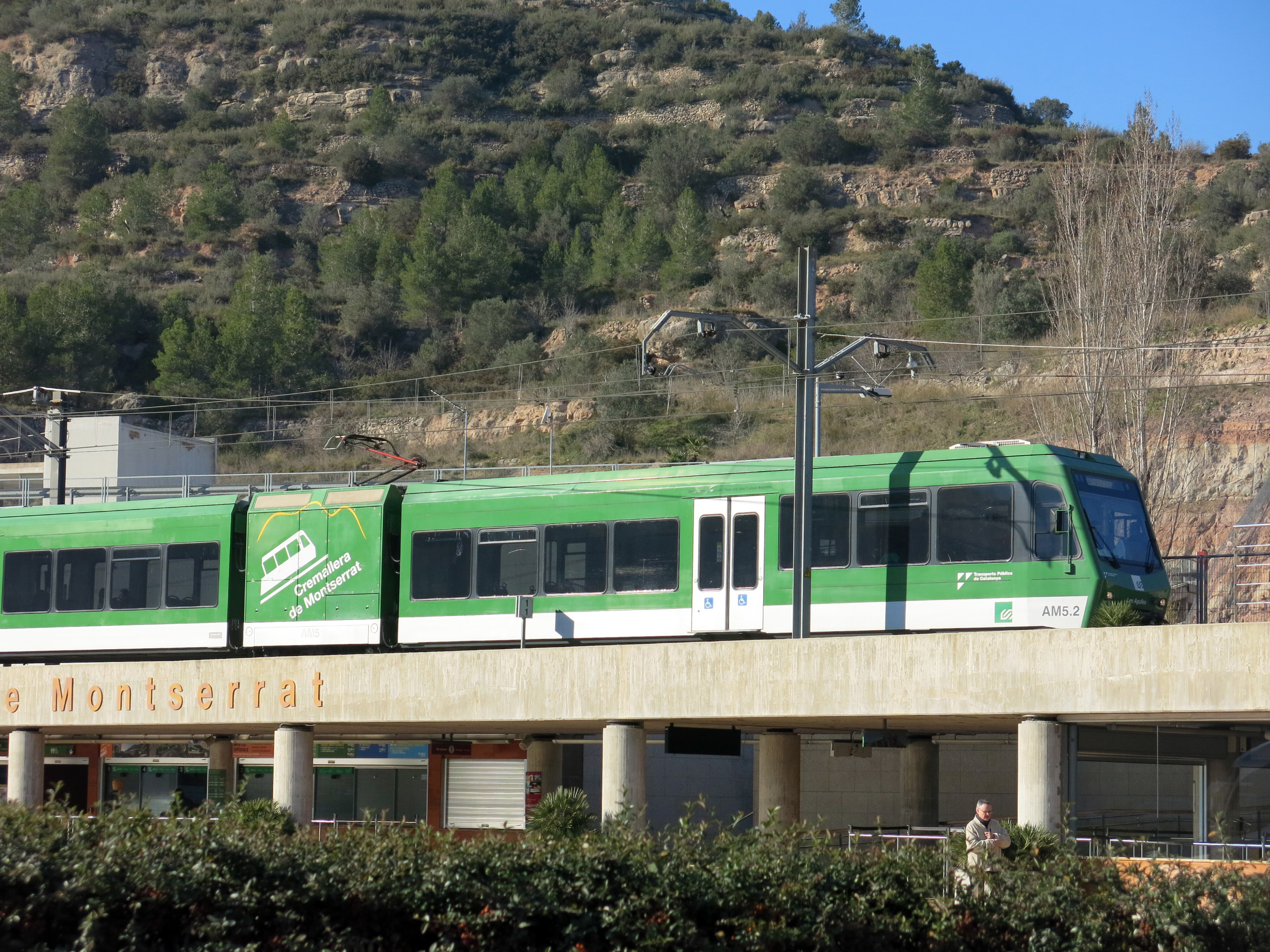
Zahnradtriebwagen der Montserrat-Bahn

Nach der Auflösung der Schweizerischen Lokomotiv- und Maschinenfabrik (SLM) im Jahr 1998 konnte Stadler Rail deren Zahnradbahnbereich übernehmen. Als erste GTW mit Zahnradantrieb lieferte Stadler im Jahr 2003 fünf Fahrzeuge an die Ferrocarrils de la Generalitat de Catalunya (FGC) für die Montserrat-Bahn.
Die beiden Achsen des Antriebsmodul sind mit einem kombinierten Zahnrad- und Adhäsionsantrieb ausgestattet. Die kurze Übersetzung ermöglicht das Befahren der 150-‰-Rampen mit nur zwei Triebzahnrädern, beschränkt aber die Höchstgeschwindigkeit im Adhäsionsbetrieb auf 45 km/h. Die beiden Triebdrehgestelle mit dem Zahnrad- und dem abkuppelbaren Adhäsionsantrieb wurden von den Beh 4/8 der Transports Publics du Chablais (TPC) abgeleitet. Die Laufdrehgestelle mit Bremszahnrad für die Zahnrad-GTW der Montserrat-Bahn und die Zermatt-Shuttle BDSeh 4/8 der Matterhorn-Gotthard-Bahn (MGB) wurden als Basisdrehgestell neu entwickelt.
Zahnradbremsen, die auf beide Triebzahnräder und auf je eine Achse der beiden Laufdrehgestelle wirken, erlauben bei der Talfahrt auf den Zahnstangenabschnitten eine Geschwindigkeit von 24 statt wie früher 19 km/h. Aus Massegründen wurden besonders leichte Sitze eingebaut und gegenüber den Schmalspur-GTW der ersten und der zweiten Generation ein neues Langträgerprofil hergestellt, das auch bei den gleichzeitig gebauten Zermatt-Shuttle der MGB verwendet wurde. Trotz Klimaanlage und moderner Inneneinrichtung kostete ein Zahnrad-GTW der Montserrat-Bahn nur 60 % eines zehn Jahre zuvor von ABB und SLM an den gleichen Kunden gelieferten Zahnrad-Doppeltriebwagen für die Strecke Ribes–Núria.
Die Links in den Bildlegenden verweisen auf die entsprechenden Fahrzeugbeschreibungen.

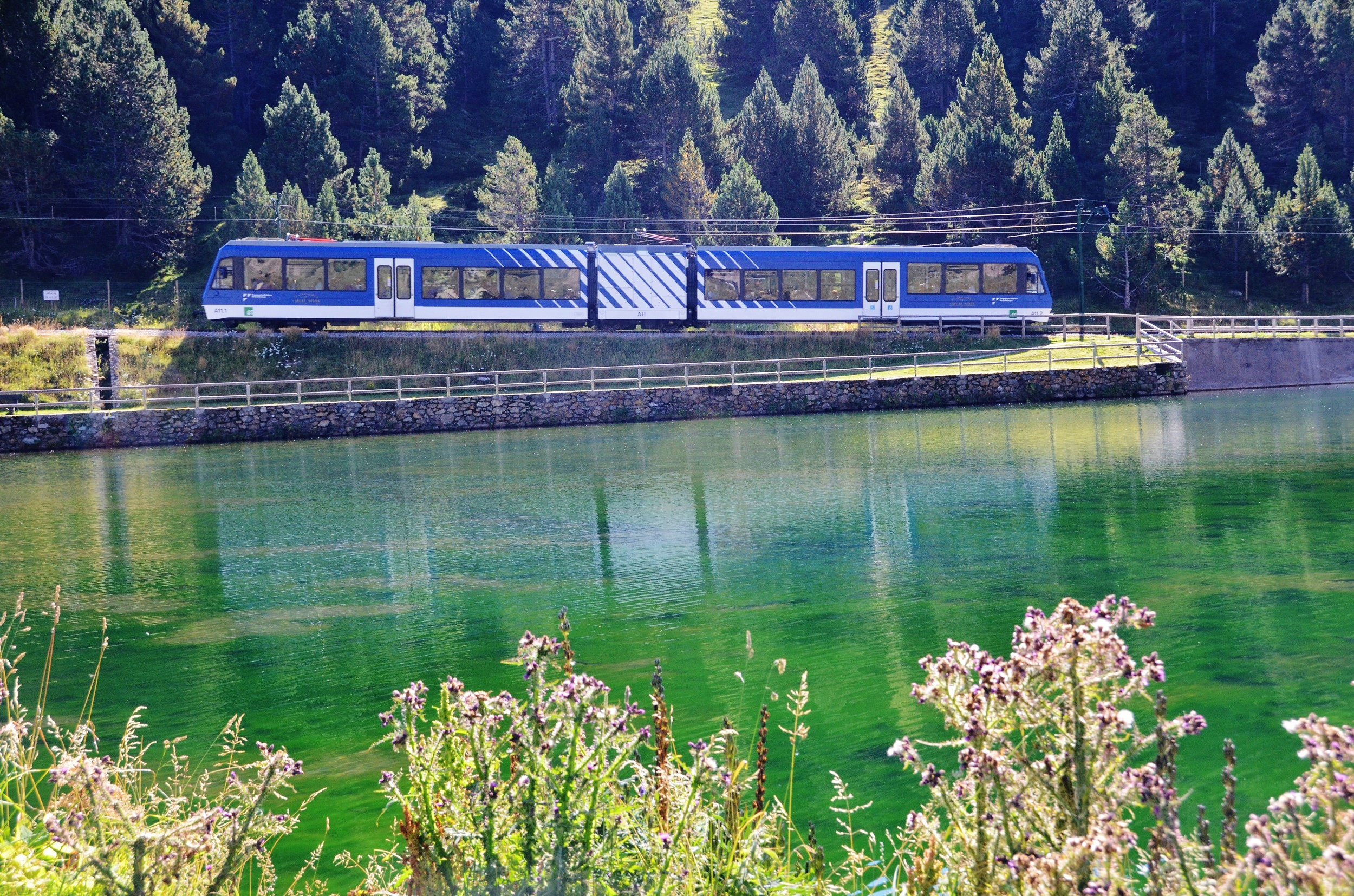
Zwei baugleiche Fahrzeuge wie die Montserrat-Bahn erhielten die FCG im Jahr 2013 für die Strecke Ribes–Núria.[17] Im Unterschied zu den grünen Fahrzeugen der Montserrat-Bahn tragen sie einen blauen Anstrich.
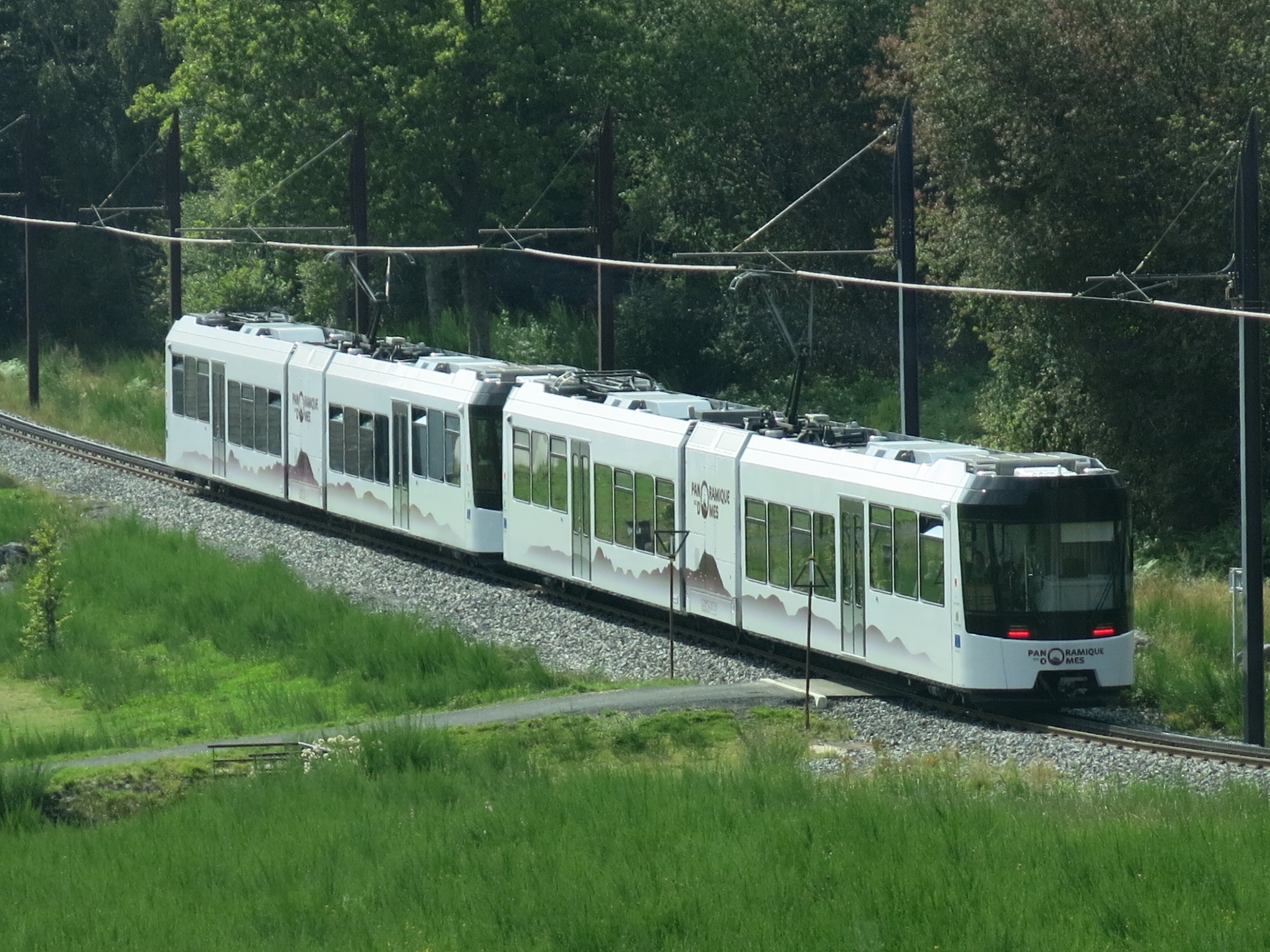
Für die Zahnradbahn auf den Puy de Dôme lieferte Stadler 2012 vier GTW, die auf denen der Montserrat-Bahn basieren. Sie verfügen über eine eigenwillig gestaltete Stirnfornt mit großem Fenster.
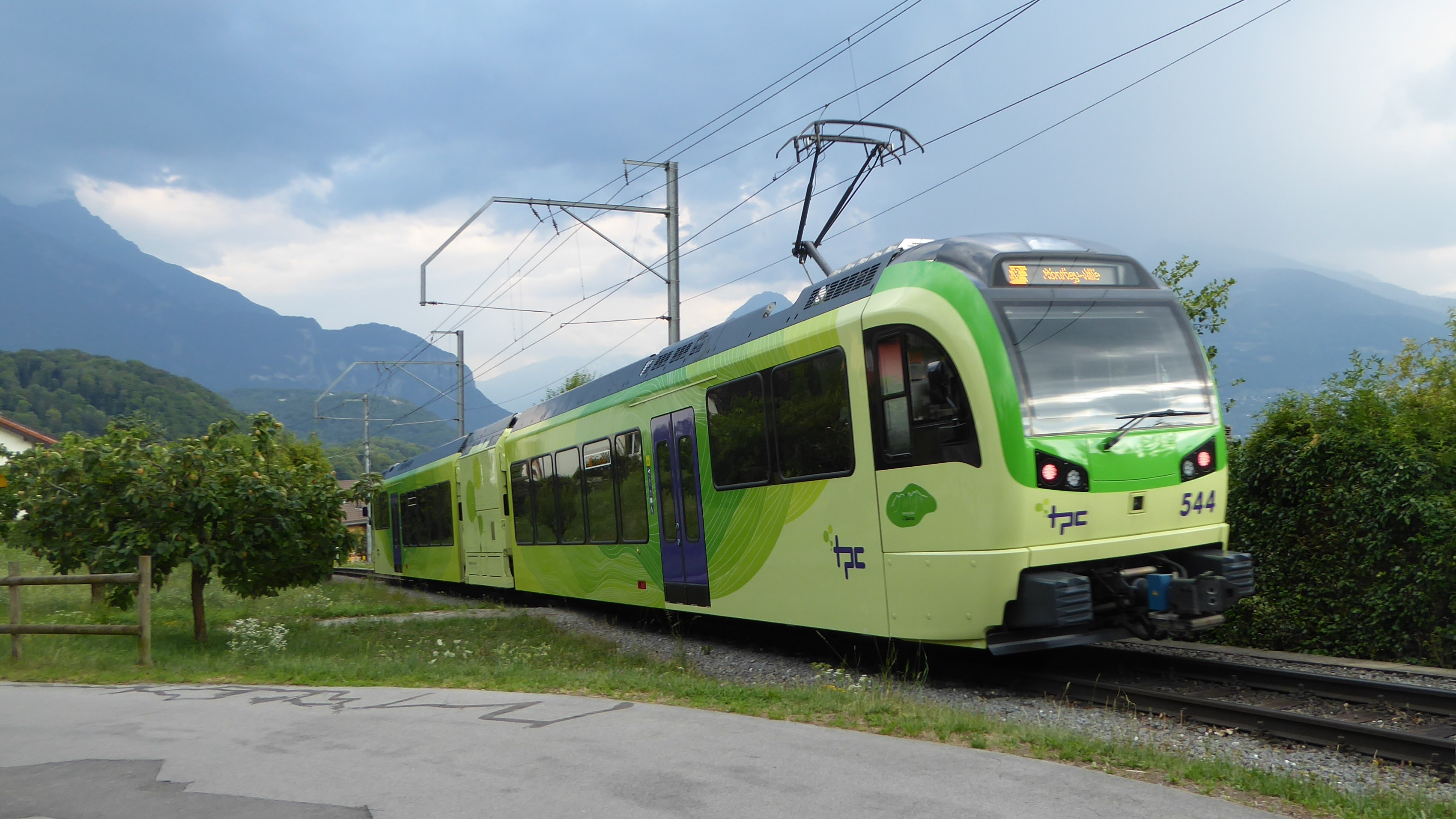
Die Vereinheitlichung der Fahrleitungsspannung auf 1500 Volt veranlasste die Transports Publics du Chablais (TPC) zur Beschaffung von sieben Zahnrad-GTW für die Strecke Aigle–Ollon–Monthey–Champéry.
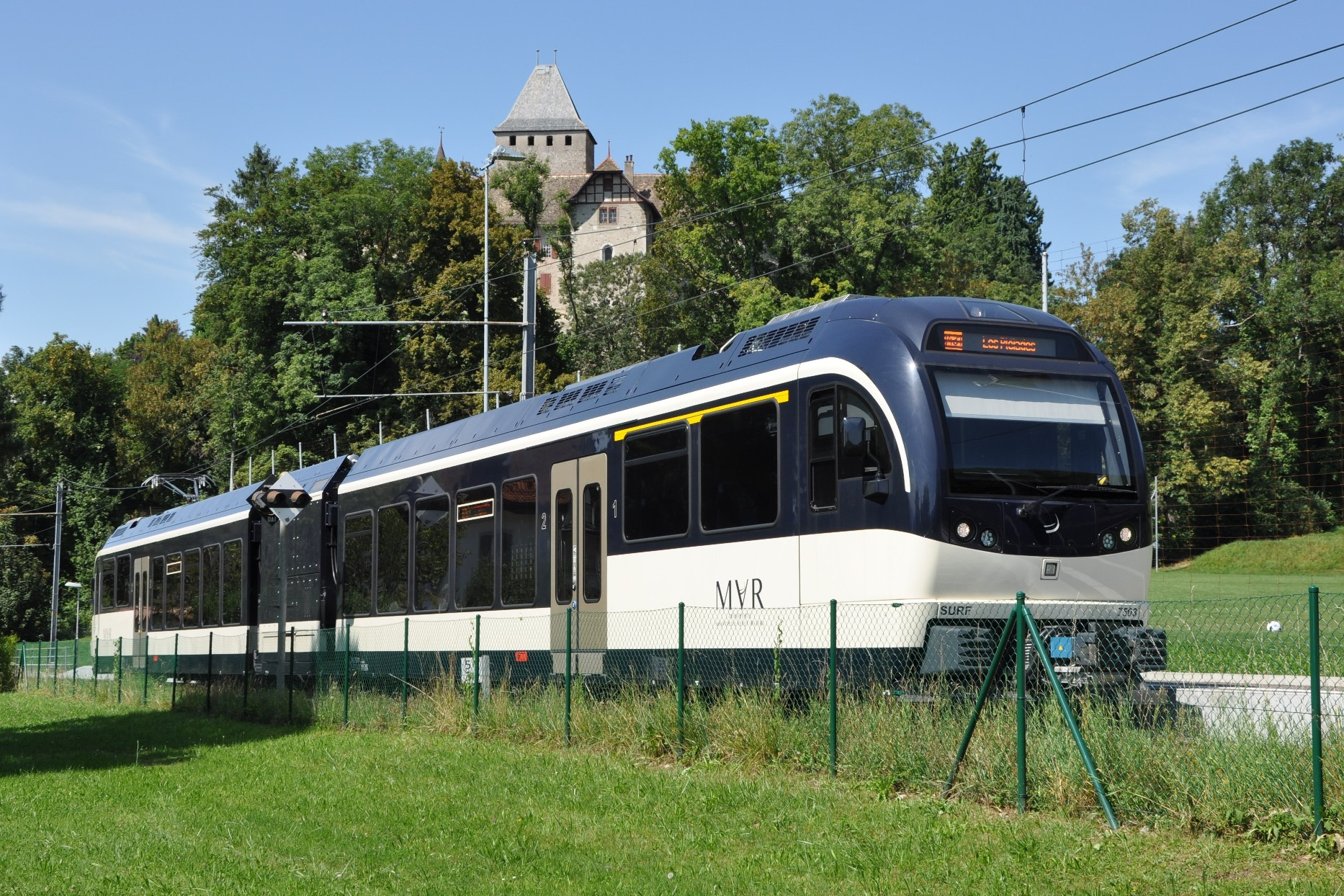
Die Zahnrad-GTW der Transports Montreux–Vevey–Riviera (MVR) entsprechen den GTW der TPC und bieten mehr Kapazität als die bisherigen Adhäsion-GTW. Sie erlauben durchgehende Fahrten von Vevey nach Les Pléiades.
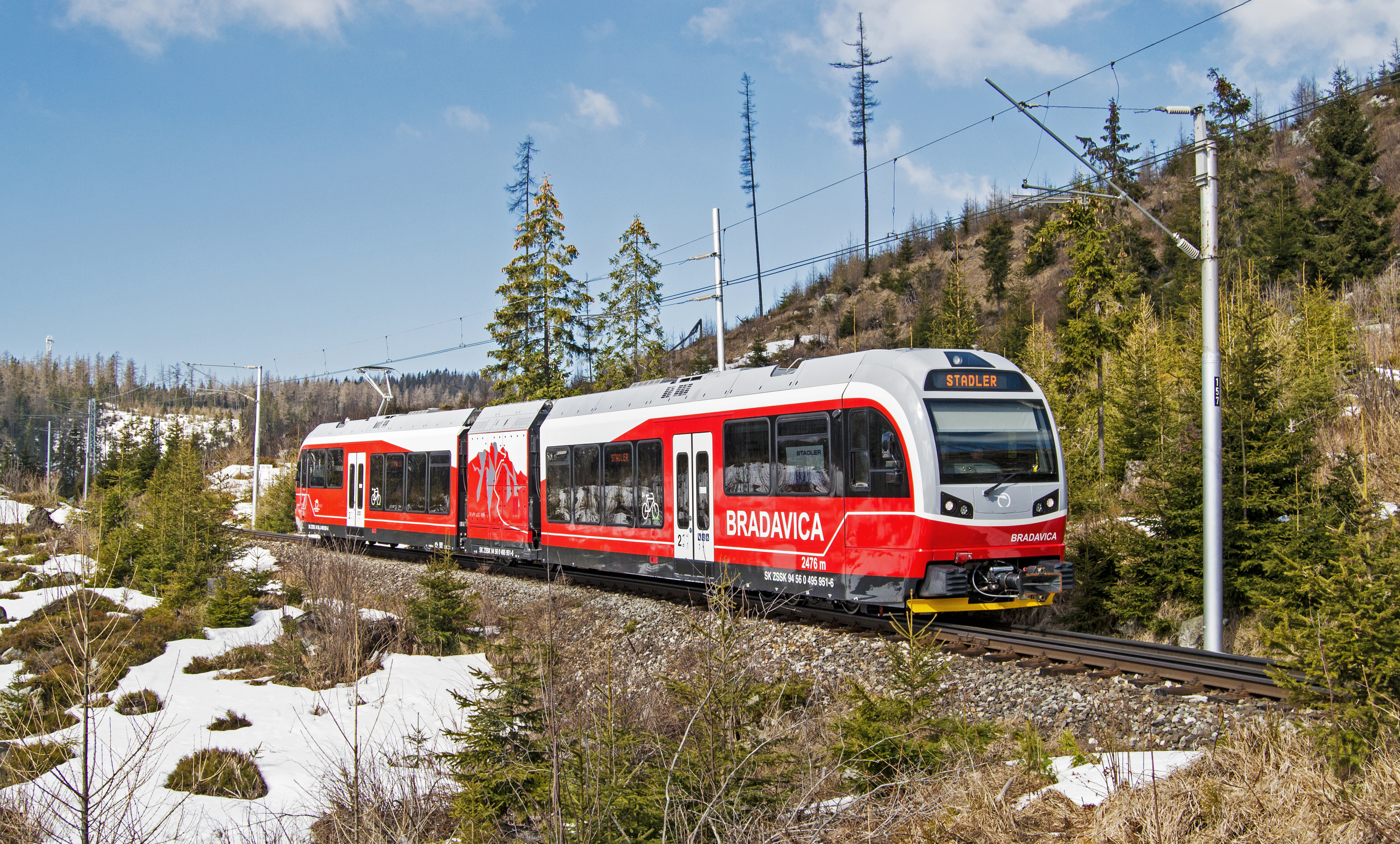
Die GTW der ZSSK-Baureihe 495.95 basieren ebenso auf jenen der TPC und kommen in der Slowakei auf dem gesamten Netz der Elektrischen Tatrabahn und auf der Zahnradbahn Štrba–Štrbské Pleso zum Einsatz.

### Vom GTW abgeleitete Fahrzeuge

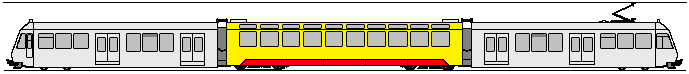
Weil sich bei der Matterhorn-Gotthard-Bahn (MGB) ein GTW 4/8 mit zwei Traktionsmodulen als zu teuer erwies, wurde der BDSeh 4/8 mit einem vierachsigen Mittelwagen als Traktionsmodul entwickelt. Die Antriebsausrüstung (rot) ist unterflur im Mittelwagen eingebaut.

Eine Spezialität von Stadler Rail ist die Fertigung von Spezial- und Einzelfahrzeugen, die für einen Kunden konzipiert und gebaut werden. Die technischen Anforderungen verlangen oft maßgeschneiderte Fahrzeuge, wobei so weit wie möglich bereits bestehende Bauelemente verwendet werden.
So wurden von den GTW mehrere Kleinserien und Einzelanfertigungen für Zahnrad- und Schmalspurbahnen abgeleitet, wobei die Triebzüge durchwegs über mehr als zwei Triebachsen verfügen:

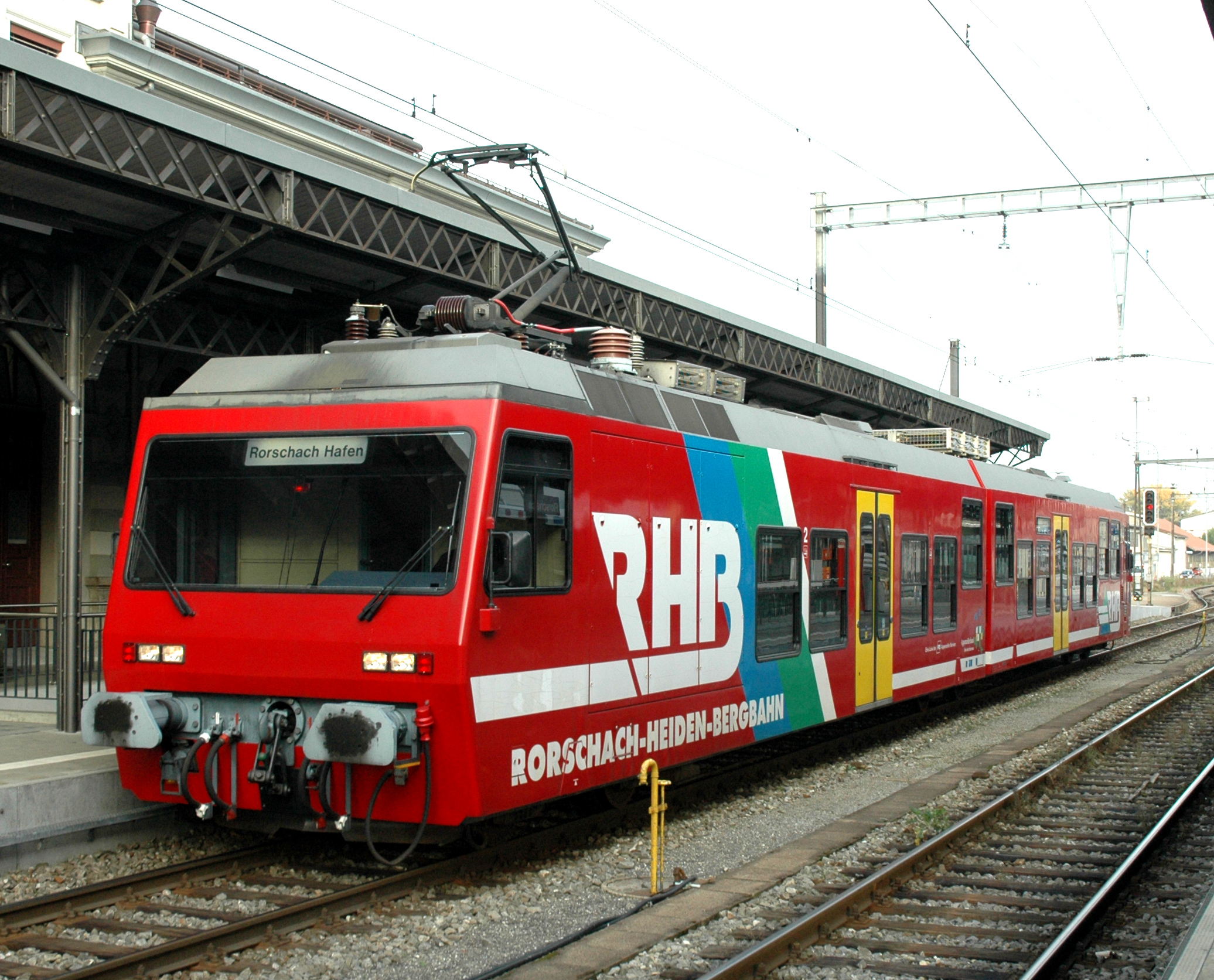
Die elektrische Ausrüstung des Zahnrad-Gelenktriebwagen RHB BDeh 3/6 aus dem Jahr 1998 stimmt weitgehend mit derjenigen der GTW überein.
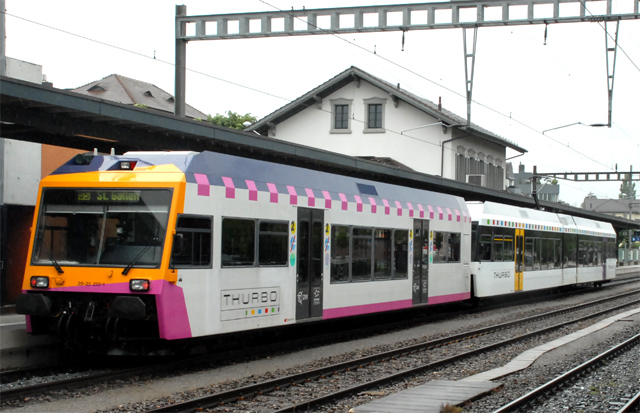
Als die GTW der ersten Generation an ihre Kapazitätsgrenze stießen, ergänzte sie die Mittelthurgaubahn mit vier passenden Steuerwagen Bt 221–224 (1999).
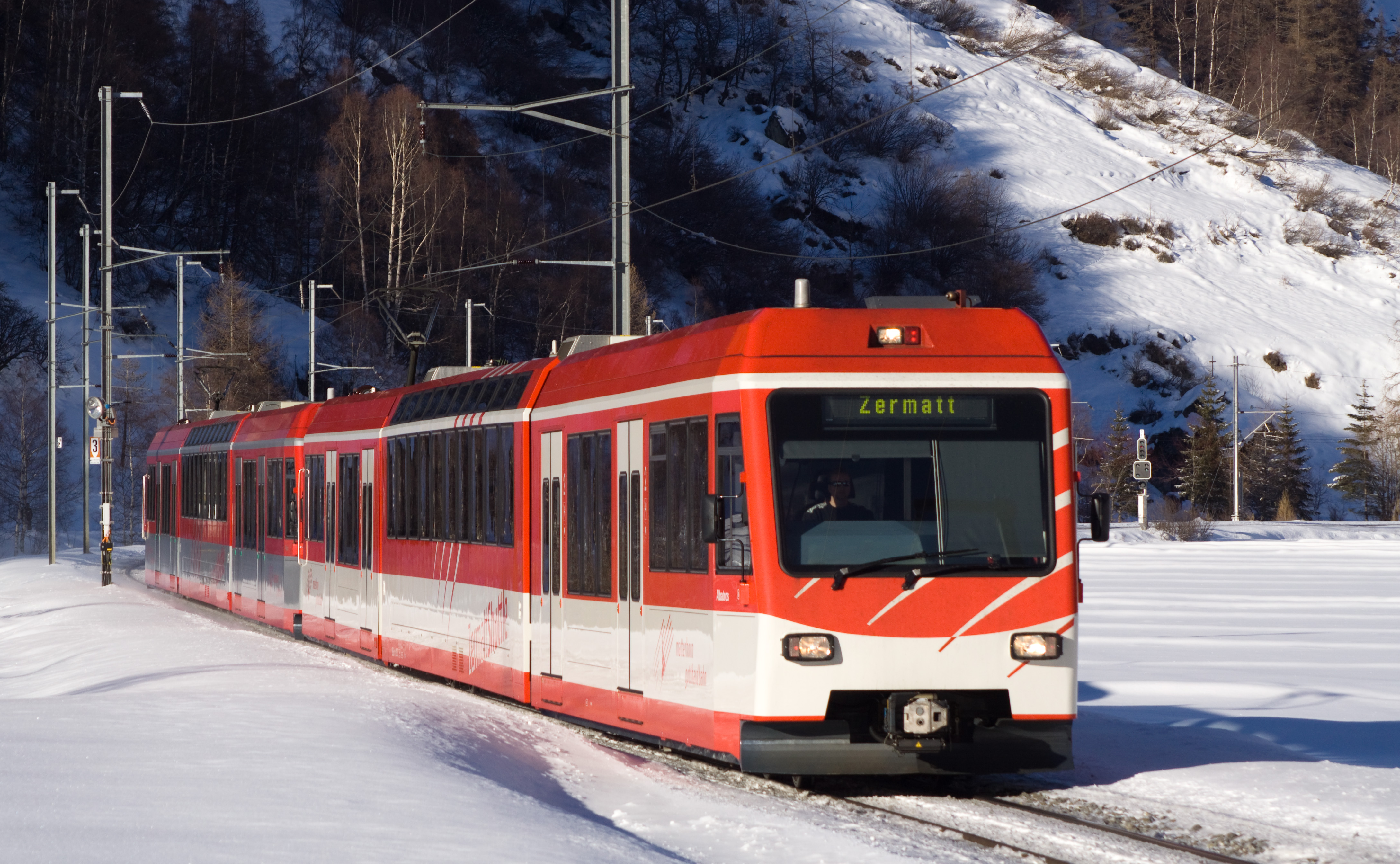
Meterspuriger MGB BDSeh 4/8 mit Zahnradantrieb. Die beiden Niederflur-Endwagenkästen sind klassische GTW-Konstruktionen (1999).
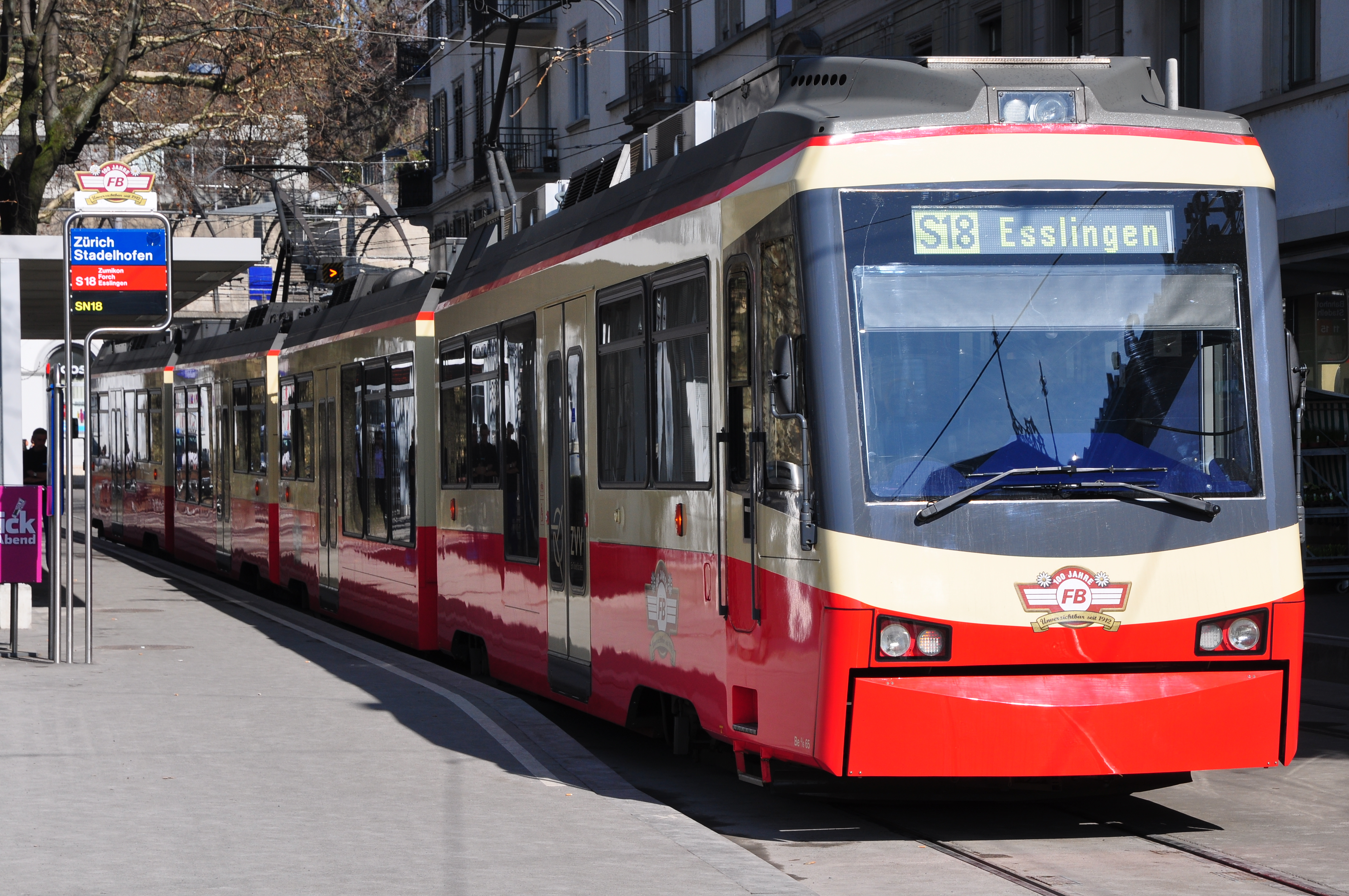
Weil die Länge für das Traktionsmodul nicht ausreichte, wurde bei den zweiteiligen Be 4/6 der Forchbahn (FB) die elektrische Ausrüstung auf dem Dach untergebracht (2003).
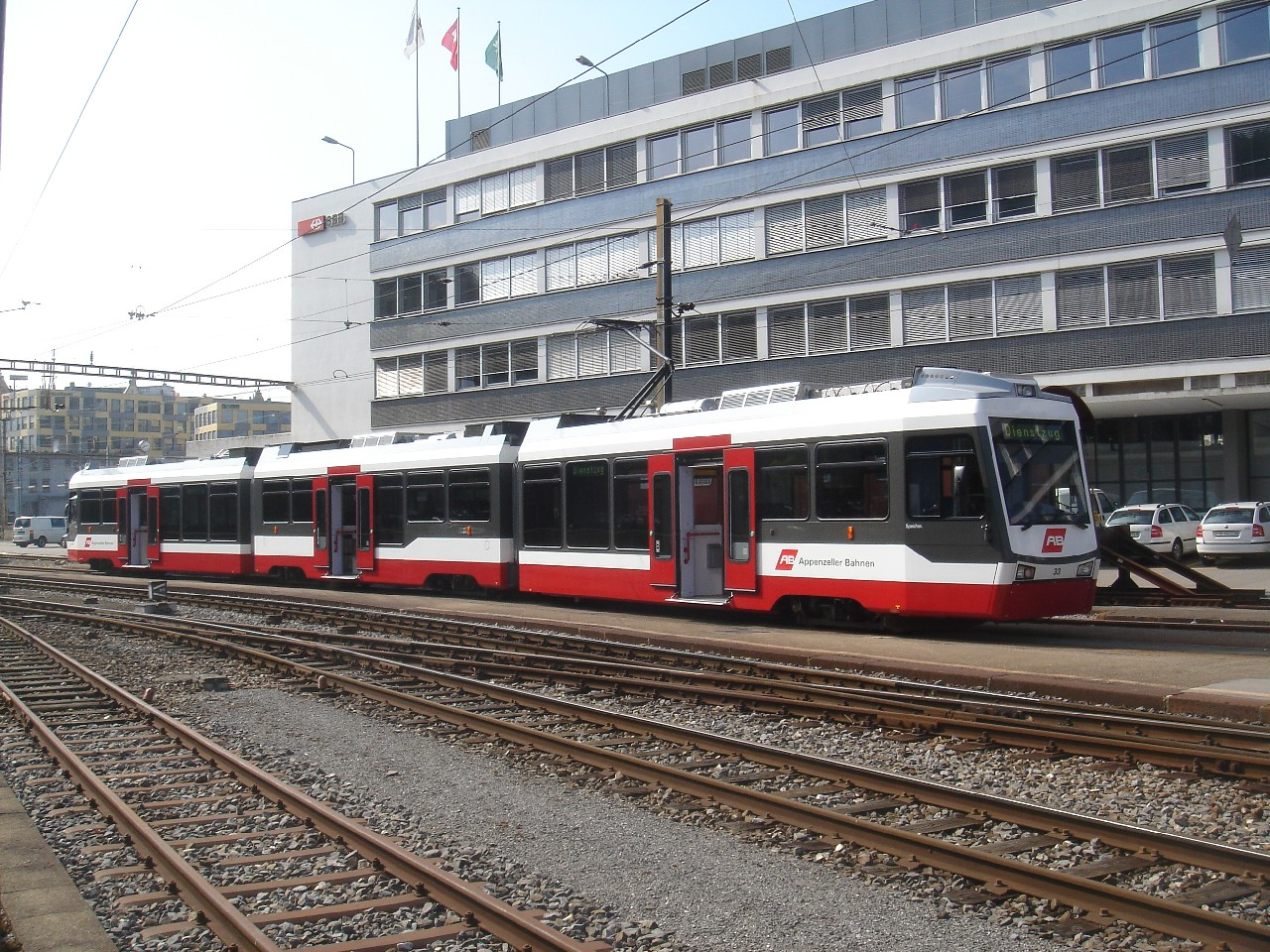
Die Be 4/8 der Trogenerbahn mit angetriebenen Mittelwagen und Wagenkästen in der Bauweise der GTW wurden zusammen mit den Be 4/6 der FB entwickelt (2004).
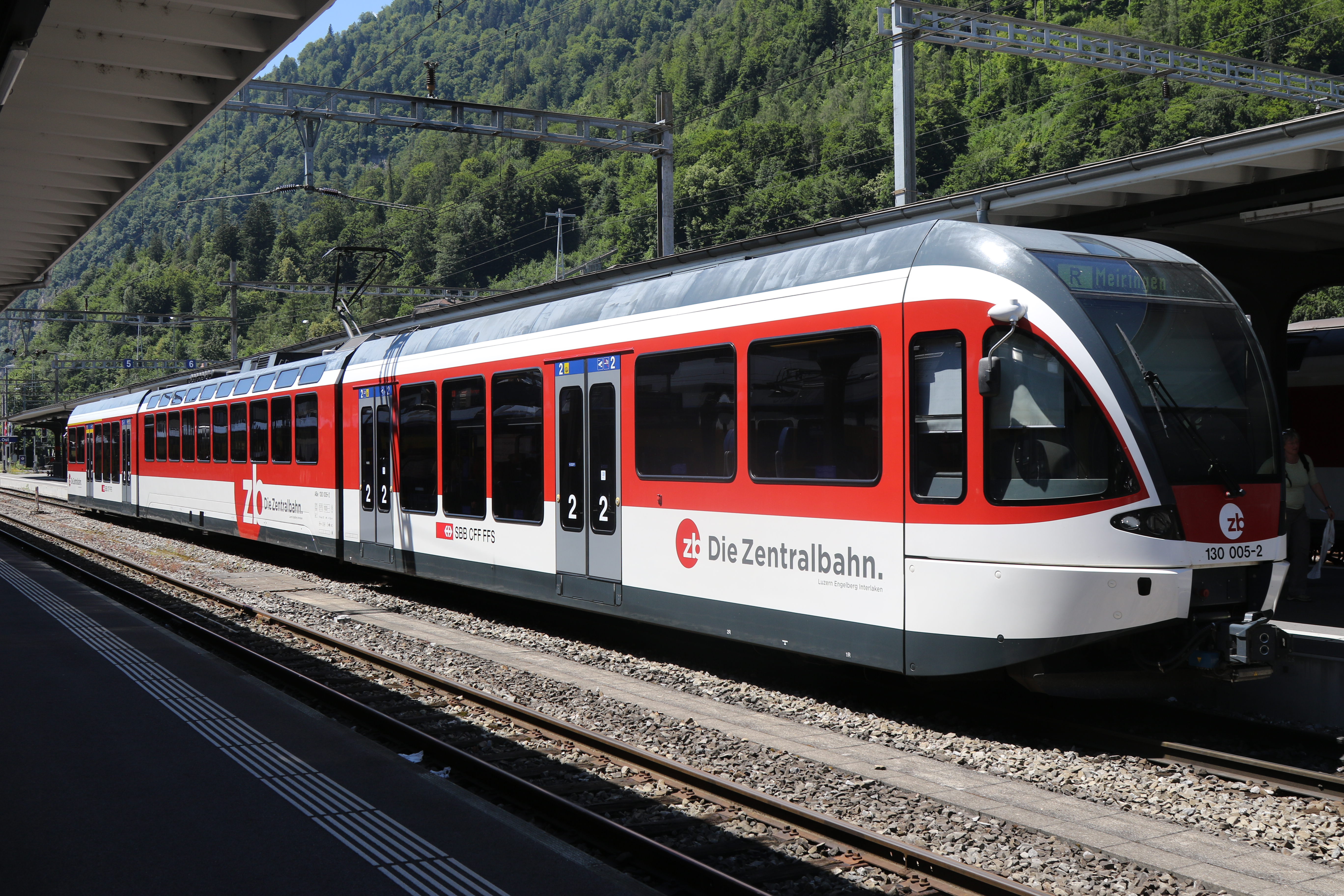
Die Stadler Spatz der Brünigbahn und für die Strecke Saint-Gervais–Vallorcine entsprechen weitgehend den MGB BDSeh 4/8, verfügen aber über keinen Zahnradantrieb (2004).
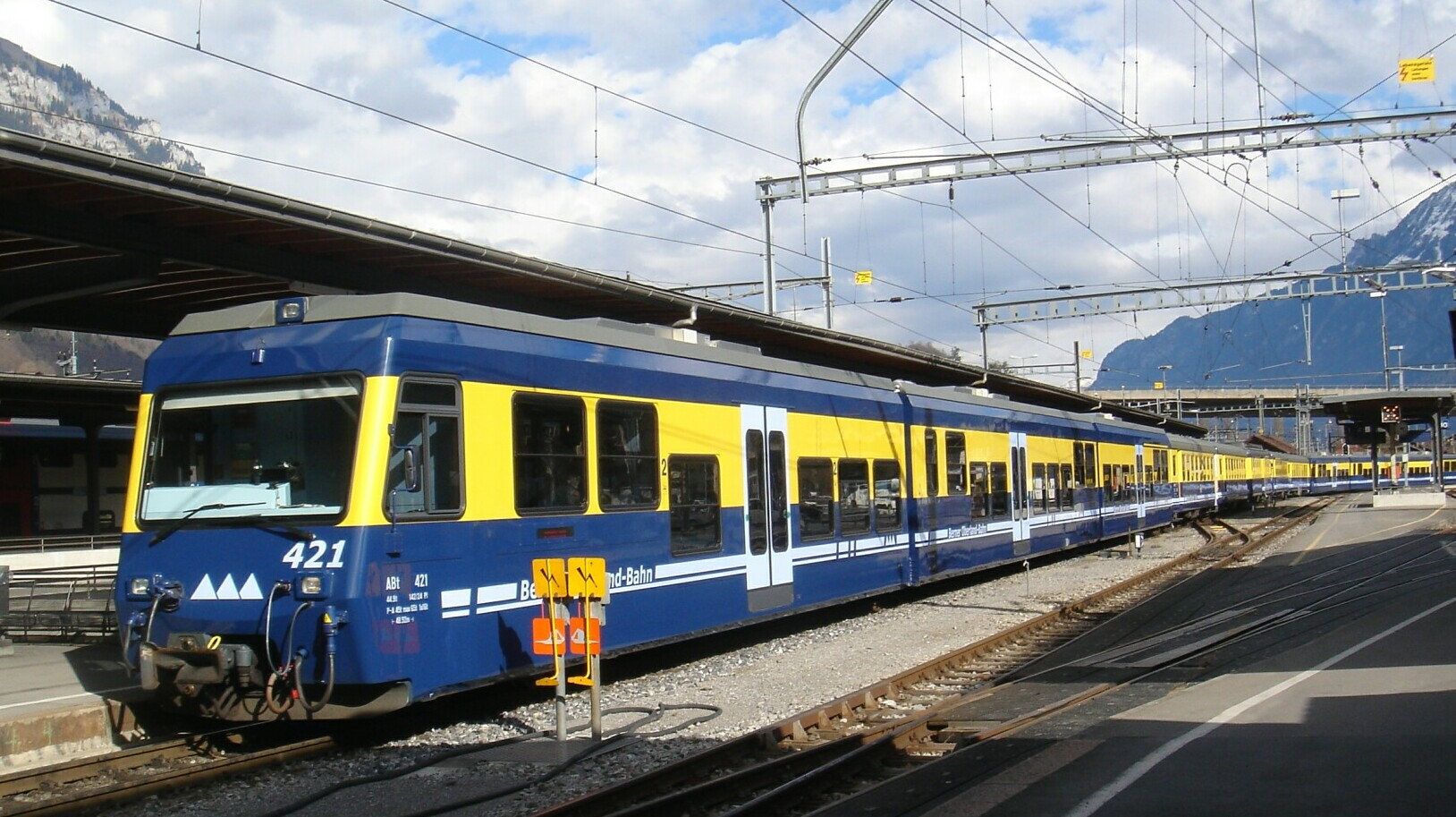
Auch die Konstruktion der Niederflur-Gelenksteuerwagen von BOB, Zentralbahn und MGB leitet sich von den GTW ab. Das Kastenkonzept stammt von den MGB BDSeh 4/8 (2004).
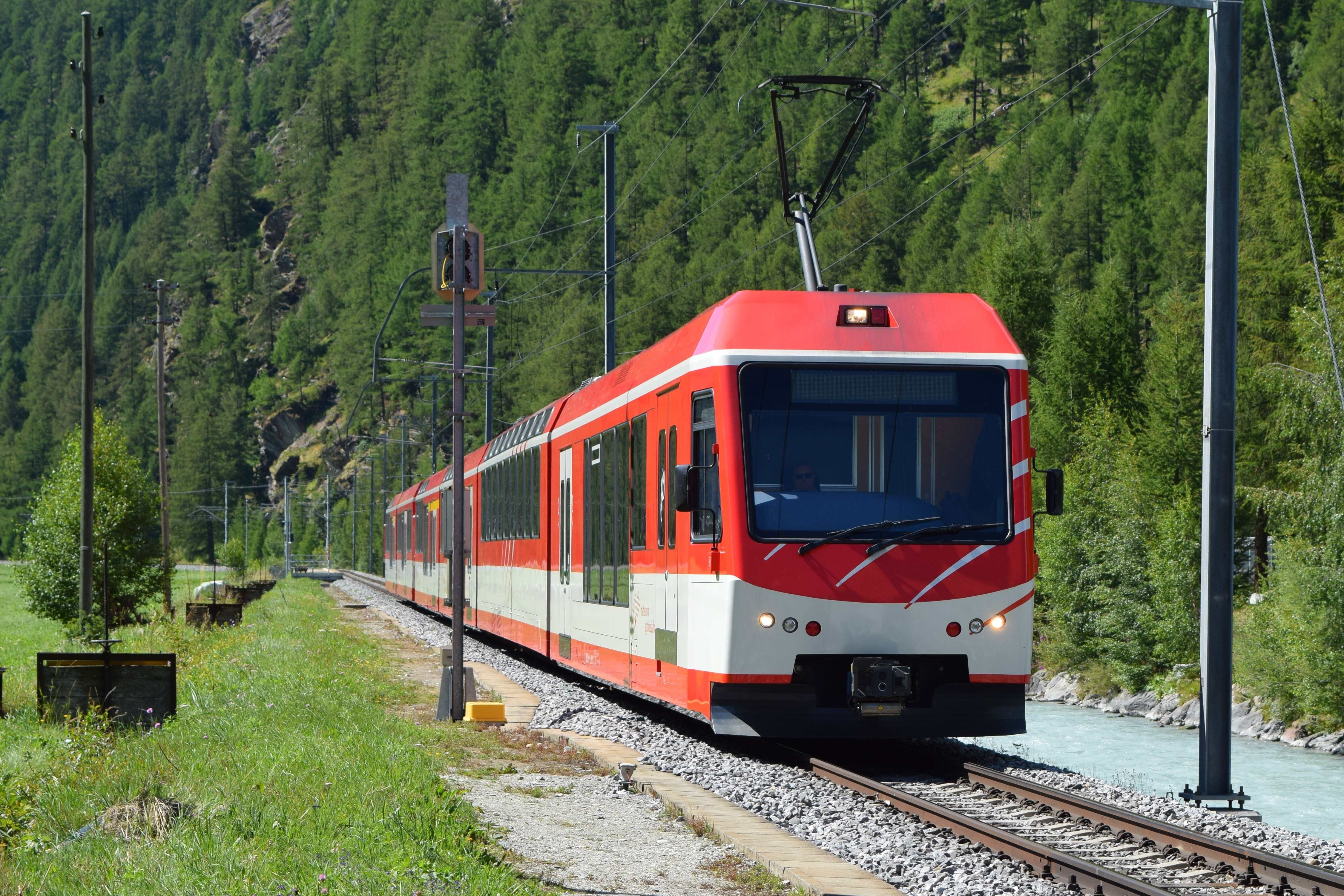
Der MGB Komet ist von den BDSeh 4/8 abgeleitet, wobei die Länge der Fahrgastmodule für eine möglichst große Fahrgastkapazität optimiert wurde (2007).
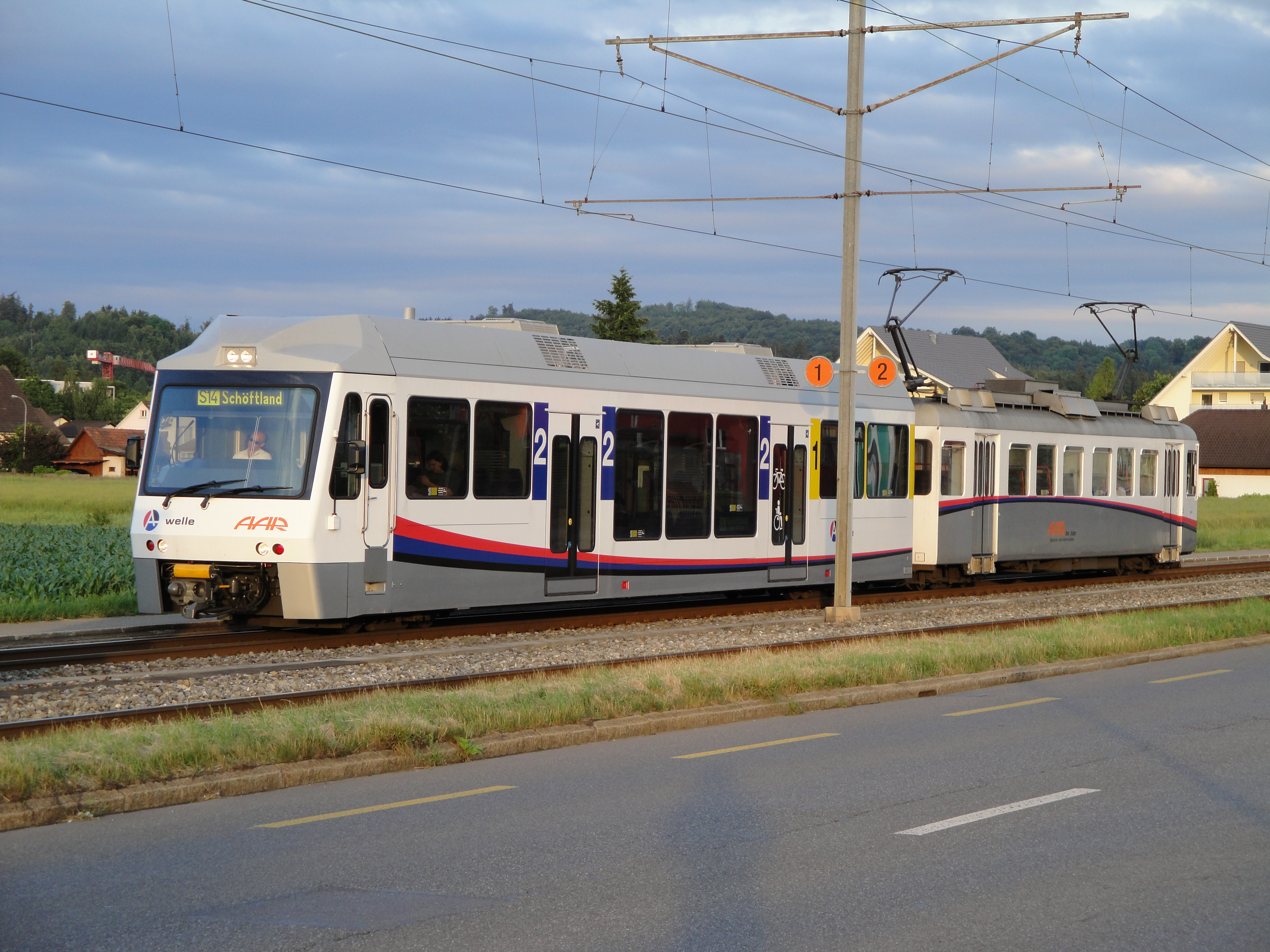
Die Niederflursteuerwagen Bt 55 der Travys und ABt 51–61 der AAR Bus+Bahn (Bild) entsprechen im Prinzip einem GTW-Endwagen (2007/08).

## Kunden und Betreiber
Angaben zu Kunden und Betreibern sowie eine Variantenübersicht sind in den folgenden Artikeln zu finden:
- Stadler GTW 1. Generation
- Stadler GTW 2. Generation
- Stadler GTW 3. Generation
- Stadler GTW 4. Generation
- Stadler GTW+